# Santiago Ramón y Cajal
|  | Aquest article tracta sobre el premi nobel de medicina. Si cerqueu l'avinguda de València, vegeu «Avinguda del Doctor Santiago Ramón y Cajal». |

Santiago Ramón y Cajal (Petilla de Aragón, Navarra, 1 de maig de 1852 - Madrid, 17 d'octubre de 1934) fou un metge, històleg i catedràtic universitari espanyol, d'estirp aragonesa, guardonat amb el Premi Nobel de Fisiologia o Medicina el 1906. Germà de Pedro Ramón y Cajal, també notable histopatòleg.

## Biografia

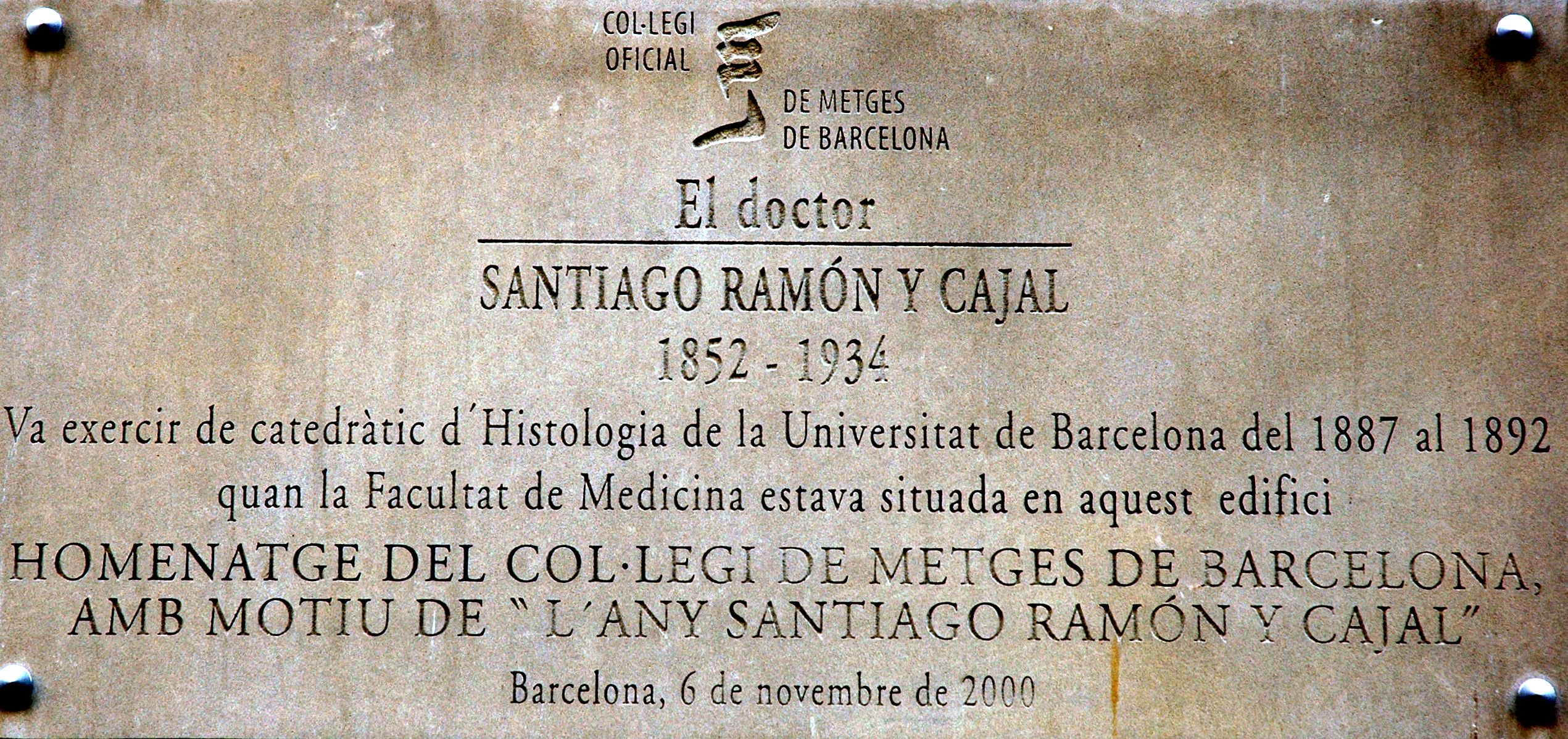
Placa d'homenatge a Santiago Ramón y Cajal a la Reial Acadèmia de Medicina de Catalunya

Ramón y Cajal va néixer el 1852 al poble de Petilla de Aragón, enclavament navarrès a la província de Saragossa, que deixà als dos anys. Era fill de Justo Ramón Casasús —cirurgià— (1825-1896) i Antonia Cajal, provinents de la població aragonesa de Larrés, pertanyent al municipi de Sabiñánigo (Osca). Els seus avis van ser Esteban Ramón i Lorenzo Cajal. A l'època del naixement dels seus pares, el poble de Larrés tenia quaranta cases d'una austeritat extrema i uns dos-cents habitants. La inexistència de camins en bon estat dificultava la comunicació amb els pobles veïns de Sos (llogaret pertanyent a 
Sessué) i Uncastillo. Les dues famílies eren humils i amb fortes arrels a la zona de l'Alt Aragó. Per entendre el particular comportament posterior de Santiago Ramón y Cajal i del seu germà Pedro, cal tenir en compte que el seu pare (qui va aprendre a llegir de forma autodidacta), exclòs de l'herència de terres pel tradicional mayorazgo, va anar a peu de Xavierrelatre (Alto Gállego, toponímia aragonesa) a Barcelona (1845) per treballar, estudiar i obtenir després d'un esforç extraordinari el títol de cirurgià de segona amb un excel·lent a totes les assignatures, amb el propòsit de millorar la seva condició de barber i evitar la pobresa. El cirurgià de segona era un nivell intermedi entre el cirurgià i el sagnador que permetia fer cures i petites operacions. Quan exercien als pobles tenien una retribució anual d'uns tres mil cinc-cents rals de l'època, una quantitat molt inferior a la que cobraven els professionals urbans similars. Anys més tard, malgrat les dificultats econòmiques, el pare de Cajal aconseguí el grau de metge-cirurgià (1858), la llicenciatura en Medicina (1862) i finalment el doctorat, ja en una posició folgada, l'any 1878 amb el treball Consideraciones acerca de la doctrina organicista.
Tota la seva infantesa i adolescència es veié marcada pels continus canvis de residència dels seus pares per diverses poblacions aragoneses. Als sis anys, ensenyat pel seu pare, ja escrivia correctament i era l'encarregat de la correspondència quan aquest no estava a casa. Va cursar els estudis primaris als col⋅legis públics de Valpalmas i Ayerbe i el batxillerat als escolapis de Jaca i a l'Institut d'Osca. Uns anys marcats per l'agitació social i el desterrament d'Isabel II. De jove, va ser poc disciplinat, molt trapella, bon dibuixant i un gran observador de la natura, de la qual sempre va treure inspiració artística i científica. Va quedar fascinat per l'eclipsi total de sol de 1860 que va anar a veure als vuit anys amb el seu pare a Rivabellosa (Àlaba), on van coincidir amb l'astrònom Warren de la Rue.
Com a exemple de les seves entremaliadures, va estar uns dies a la presó municipal d'Ayerbe, després de fabricar i disparar un petit canó contra la porta de l'hort d'un pagès. Va descobrir tot sol els principis de la cambra fosca castigat a una habitació per fer caricatures dels seus professors, i la seva primera monografia manuscrita d'aquells anys va ser Estrategia lapidaria, un temible manual amb il·lustracions personals sobre l'ús de la fona. Aquesta gran afició per dibuixar i pintar temes de tota mena li va costar molts càstigs i amonestacions. A canvi de portar-se bé i estudiar, el seu pare li va deixar rebre classes particulars de pintura a Osca de l'artista León Abadías de Santolaría (1836-1894). La seva etapa d'escolarització va ser bastant turbulenta, amb diversos episodis que alguns autors consideren assimilables a l'assetjament escolar i que Ramón y Cajal va afrontar amb èxit. Durant aquests anys va desenvolupar un gran interès per l'exercici físic i les activitats atlètiques, que el mateix va qualificar com una «mania» molt temps després, considerant en el seu llibre Pensamientos de un octogenario els esports violents poc recomanables per al rendiment intel·lectual dels bons investigadors.
Va aprendre les primeres nocions anatòmiques ajudant al seu pare i com aprenent de barber a Osca (a les barberies encara feien algunes cirurgies menors), on va conèixer el «senyor Acisclo», un revolucionari bastant radical. Sobre ell va escriure: «yo no entendía jota de política, pero […] por instinto atraíame el llamado credo democrático». Potser, en bona part, aquestes influències contribuïren a fer que Ramón y Cajal mai no acceptés sense crítica esas ideas mostrencas (sic) sobre les quals es fonamenta el poder tranquil⋅litzador de l'autoritat. Durant els dies de «La Gloriosa» va dibuixar els retrats de Prim i Pierrad, afegint al marge gloses d'elogi.
El setembre de 1869, després d'aprovar els dos exercicis de ciències i lletres requerits, va aconseguir el títol de Bachiller en Artes.

### Estudis a Saragossa
Una vegada acabat satisfactòriament el curs preparatori impartit pels doctors Florencio Ballarín, Marcelo Guallart i Bruno Solano, va estudiar medicina a la Universitat de Saragossa, on tota la seva família es va traslladar el 1870. De família aragonesa per ambdues branques i educat a l'Aragó, Ramón y Cajal es va considerar sempre aragonès, malgrat la seva naixença en un territori jurídicament navarrès com Petilla d'Aragó i així ho va proclamar als seus escrits, en els quals abunden els aragonesismes. Al 1871, amb ocasió d'uns insults als alumnes de la Facultat per part d'un professor de fisiologia, va escriure una llarga Oda a la Commune Estudiantil, inspirant-se en els fets de la Comuna de París d'aquell any. El mateix any va dedicar al seu primer enamoriscament, una noia de nom Maria, una senzilla poesia amb acròstic:
| « | Mi corazón libre estaba Antes que tus ojos viera; Risueño al sol contemplaba Y en eterna primavera Alegre y feliz soñaba | » |

Persona de múltiples inquietuds intel·lectuals i artístiques, en aquella època es va centrar poc en els estudis universitaris, i en llicenciar-se el amb un aprovat el 25 de juny de 1873 —als vint-i-un anys— va ser cridat a files de forma obligatòria, motiu que li va fer presentar-se tres mesos després a oposicions en l'Hospital Militar de Madrid per aconseguir una plaça de metge segon a la sanitat militar, que va guanyar amb el número sis d'entre cent candidats. Malgrat haver arribat amb retard a l'examen, va fer un brillant exercici pràctic sobre el tema: amputació i dissecció d'una cama.

### Servei militar: Lleida i Cuba
La seva primera destinació de vuit mesos com a tinent va ser a Lleida, en el context de la III Guerra Carlina. Ramón y Cajal va acompanyar les marxes i contramarxes de les tropes del Regiment de Burgos per l'Urgell, en persecució de les partides carlines, sense veure cap ferit de bala. La seva tasca era curar peus nafrats, accidents, trastorns digestius i malalties venèries. A les seves memòries va recordar en especial el temps d'allotjament a Tàrrega.
El 1874 va ser destinat per sorteig a Cuba, amb el grau de capità (metge primer). Allà va contagiar-se de paludisme i disenteria en treballar a llocs molt insalubres amb pocs mitjans mèdics. Va exercir a l'hospital de campanya de Vista Hermosa —Camagüey—, a la manigua, on va cridar l'atenció del comandant del post, qui va informar els superiors de Camagüey que el físico Cajal passava hores mirant per un tub i demanant el seu trasllat. I després a San Isidro, una destinació encara pitjor a la trocha de l'Est que servia de reformatori dels militars conflictius i on atenia fins a tres-cents malalts diàriament, per mort del metge en cap. Alguna vegada va haver d'agafar un fusell i defensar l`hospital amb els pacients menys greus. No va voler mai utilitzar les cartes de recomanació del seu pare, dirigides als caps militars de l'illa. De més a més tingué seriosos problemes amb els seus superiors en enfrontar-se amb la corrupció imperant a l'exèrcit, on era pràctica usual que oficials i caps superiors es repartissin una part dels aliments destinats als soldats ferits i malalts. Al març del 1875 va ser traslladat per malaltia greu a l'Hospital de San Miguel de Nuevitas fins a retornar a Espanya el 16 de juny com a «inutilitzat en campanya» —a causa del seu penós estat de salut i gràcies a les gestions de Joaquín Gil Berges, ministre d'Ultramar i president de l'Ateneu de Saragossa—, amb un diagnòstic de (caquèxia palúdica, incompatible amb qualsevol servei segons el tribunal facultatiu. Va tenir moltes dificultats abans d'embarcar per percebre els salaris endarrerits de vuit o nou mesos (125 pesos per mes). De fet, anys després va escriure: «a fuerza de súplicas y porfías, logré liquidar mis haberes, no sin dejar en las garras del aprovechado funcionario un 40 y hasta un 50 por 100 del importe de aquéllos».

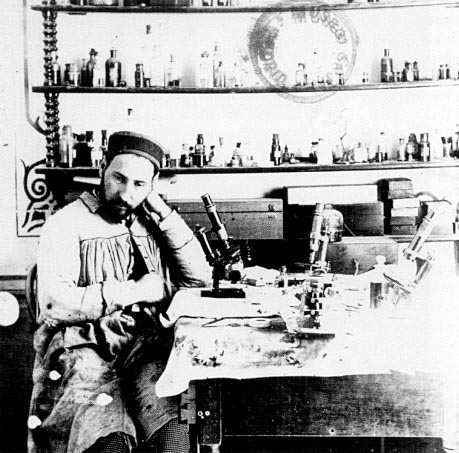
Autoretrat de Ramón y Cajal al seu laboratori de València

### Retorn a Saragossa i primeres recerques
L'any 1875 va marcar també l'inici de la seva vocació científica. Impressionat per les preparacions histològiques del Dr. Maestre de San Juan —observades mentre feia els cursos de doctorat—, ell mateix es va pagar, a terminis, el seu primer microscopi (un Verick de Edmund Hartnack de fabricació francesa de 800 augments, amb objectiu d'immersió i 140 duros de preu), un micròtom, reactius químics i diversos estris per fer micrografies; abans de guanyar, l'any 1876, una plaça de practicant a l'Hospital de Nuestra Señora de Gracia a Saragossa. Al juny de 1877 va llegir la seva tesi doctoral sobre la patogènesi de la inflamació. Maestre de San Juan fou el padrí del discurs, en el qual va tractar de forma eclèctica les diferents corrents científiques del moment sobre el tema; sense rebutjar completament els plantejaments de Virchow, va mostrar el seu acord amb moltes idees de Cohnheim. El contacte amb les teories de Cohnheim va tenir molta influència en la seva sistemàtica metodològica posterior. Sobre el tema de la seva tesi va escriure, pocs anys després (1880), una extensa monografia, centrada en especial en els mecanismes de migració leucocitària segons els diferents òrgans. El mateix any 1877 va ingressar a la lògia Caballeros de la Noche nº 68 de Saragossa, amb el nom simbòlic Averroes i el número 96. Ramón y Cajal, però, no va ser mai un membre de la maçoneria gaire actiu. La seva correspondència posterior amb Simarro indica un notable desengany envers aquest assumpte. D'aquesta època —possiblement entre 1879 i 1883, quan fou director per oposició del Museu Anatòmic de la Facultat de Medicina de Saragossa— es conserva un Atlas de anatomía dibuixat per ell mateix i ampliat posteriorment pels seus successors en el càrrec. Part d'aquest treball segurament va fer-lo mentre era auxiliar interí de la càtedra d'Anatomia, de setembre de 1876 a març de 1879. L'obra s'ha restaurat i està formada per vint-i-set làmines de gran format dibuixades amb aquarel·la densa.

### Matrimoni i estada a València
El 1878 va contraure la tuberculosi amb una considerable hemoptisi (motiu que el va obligar a fer repòs durant un temps a Panticosa i a Sant Joan de la Penya), cuidat per la seva germana Pabla; però el 1879 fou nomenat pel claustre de la Universitat director dels Museus Anatòmics de Saragossa i el 19 de juliol del mateix any es va casar a l'església de Sant Pau de Saragossa amb Silveria Fañanás García (1854-1930), nascuda a Osca i òrfena d'un funcionari del Govern Civil, amb qui va tenir set fills. Els dos es coneixien de vista des de petits i es van trobar de nou per casualitat. El pare de Ramón y Cajal no va donar el seu beneplàcit al matrimoni, ja que creia que no era el moment oportú, i no va assistir al casament. Només hi va anar el seu germà Pedro i la cerimònia es va fer de bon matí, sense públic ni festa posterior. Silveria Fañanás sempre va donar suport al seu marit.

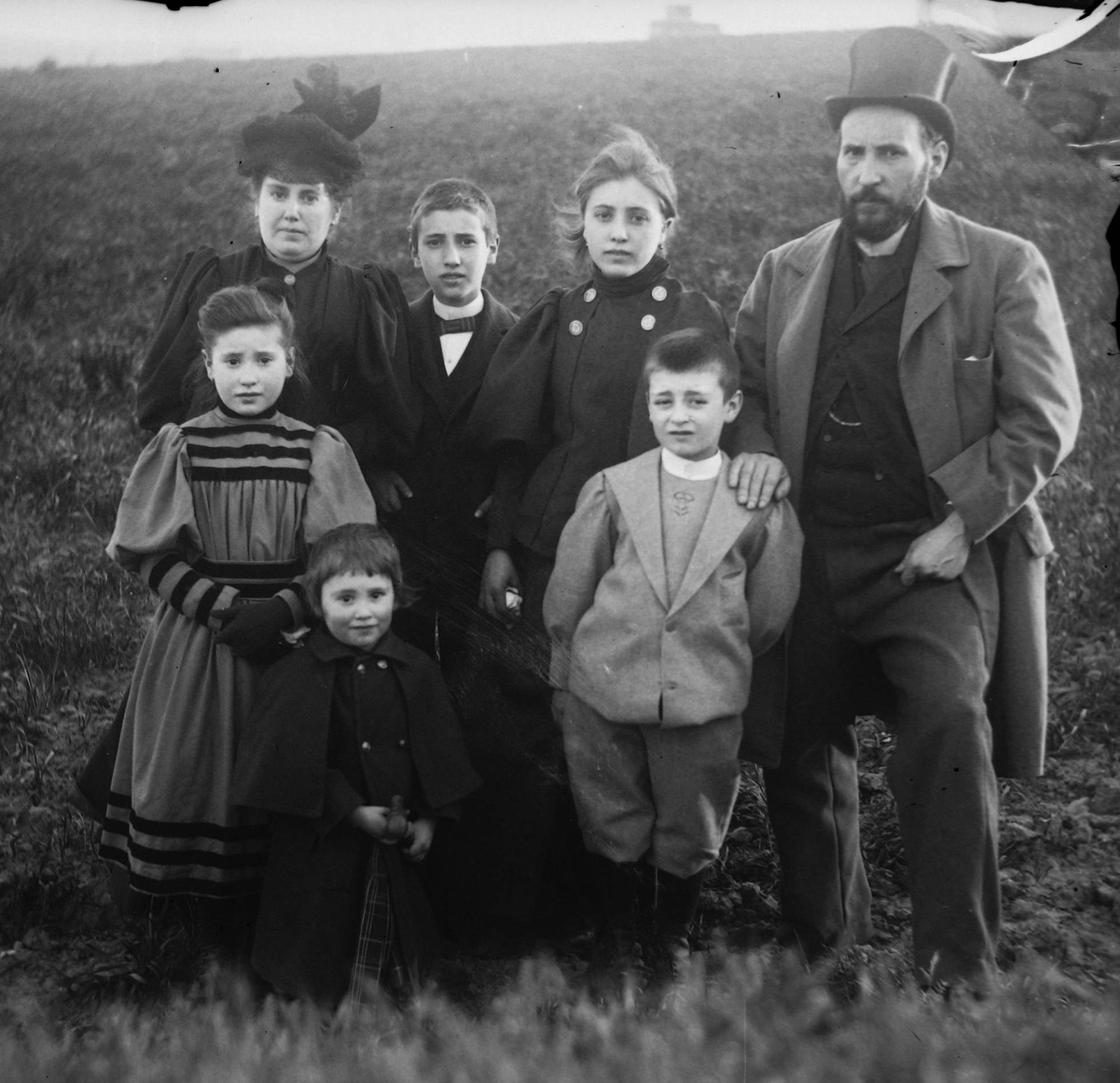
Autoretrat familiar de Cajal amb la seva dona, Silveria, i els seus fills, cap a 1895.

Amb trenta-un anys va guanyar la càtedra d'Anatomia Descriptiva de la Facultat de Medicina de València al desembre de l'any 1883 (prèviament havia opositat sense èxit a les càtedres de Granada i Saragossa en 1878 i de nou a la càtedra de Granada en 1880, places que va perdre a causa de la dubtosa ètica dels tribunals universitaris de l'època i no per una especial manca de preparació) on va poder estudiar —per encàrrec de la Diputació de Saragossa— l'epidèmia de còlera que va assotar la ciutat l'any 1885, com indiquen els seus escrits a Jaume Ferran. Ramón y Cajal va ratificar els treballs de Ferran i, per primera vegada, va descriure experimentalment la formació d'anticossos com a peça fonamental per a lluitar contra la malaltia. De tota manera, les bones relacions entre els dos metges es van malmetre aviat, ja que, mentre Ferran feia servir cultius de bacils vius a les seves vacunes, Cajal recomanava emprar bacils morts per evitar efectes iatrogènics desfavorables. A València va conèixer Lluís Simarro Lacabra, qui li va ensenyar el mètode que ell mateix va crear amb l'objectiu d'observar clarament les xarxes de neurofibril·les i per primera vegada preparacions histològiques tenyides amb la tècnica de Golgi, algunes d'elles provinents de mostres d'autòpsies; i també a Joan Bartual, uns anys després (1889), catedràtic d'Histologia de la Universitat de València, amb qui va col·laborar en alguns estudis. A València, Ramón y Cajal, que en aquells moments era un catedràtic d'Anatomia nouvingut, s'adona que l'anatomia descriptiva té poc a aportar i que és la histologia, amb més futur, el camp en què s'havia de centrar, començant a València la seva carrera histològica.
La Facultat de Medicina a la qual s'incorporava estava vivint un període d'esplendor científic. Així, Pelegrí Casanova, que ocupava l'altra càtedra d'anatomia de la Universitat de València, era un seguidor fervent del darwinisme; el rector de la Universitat, Ferrer i Viñerta, catedràtic de Clínica quirúrgica, va introduir l'estudi histològic en el diagnòstic de les biòpsies.
| «                        | (castellà) Allà pels primers dies de gener de 1884 em vaig traslladar a València, prenent possessió de la Càtedra d'Anatomia... Vaig ser cordialment acollit a la Facultat de Medicina... Brillaven a l'elenc docent mestres tan prestigiosos com Campà, Gimeno... Magraner | » |
| — Santiago Ramón y Cajal | |   |

El 1884, Cajal va començar una revisió sistemàtica de la citologia i l'anatomia microscòpica amb vista a la publicació del seu «Manual de Histología Normal y Técnica Micrográfica» que va aparèixer en fascicles des del 1884 fins al 1888. El 1889, es va imprimir com a llibre il·lustrat amb 203 gravats còpies de les preparacions histològiques originals de Cajal i 692 pàgines, editat per la Llibreria de Pascual Aguilar de València.
A l'octubre de 1884 va ingressar a l'Institut Mèdic Valencià. Al butlletí d'aquesta institució va publicar diversos treballs, com «El estudio anatómico de la sangre» (en el qual va analitzar en especial i críticament les idees de Ranvier sobre l'origen de les plaquetes), «Fibra muscular del ala de los insectos», «Músculos de las patas de los insectos», «Nota preventiva sobre la estructura de la médula embrionaria», «Textura de la fibra muscular de los mamíferos» o «Tejido óseo». Allí va conèixer també al jesuïta, biòleg i reformador social Antoni Vicent Dolz (1837-1912), amb qui va compartir experiències sobre l'ús del microscopi. Durant aquest període, Ramón y Cajal va muntar un diminut laboratori d'investigació, va donar classes particulars a més de les universitàries i va practicar el turisme gastronòmic (va ser organitzador i redactor dels estatuts del Gaster Club, un grup d'amics afeccionats a fer paelles a l'Albufera).

### Vida a Barcelona

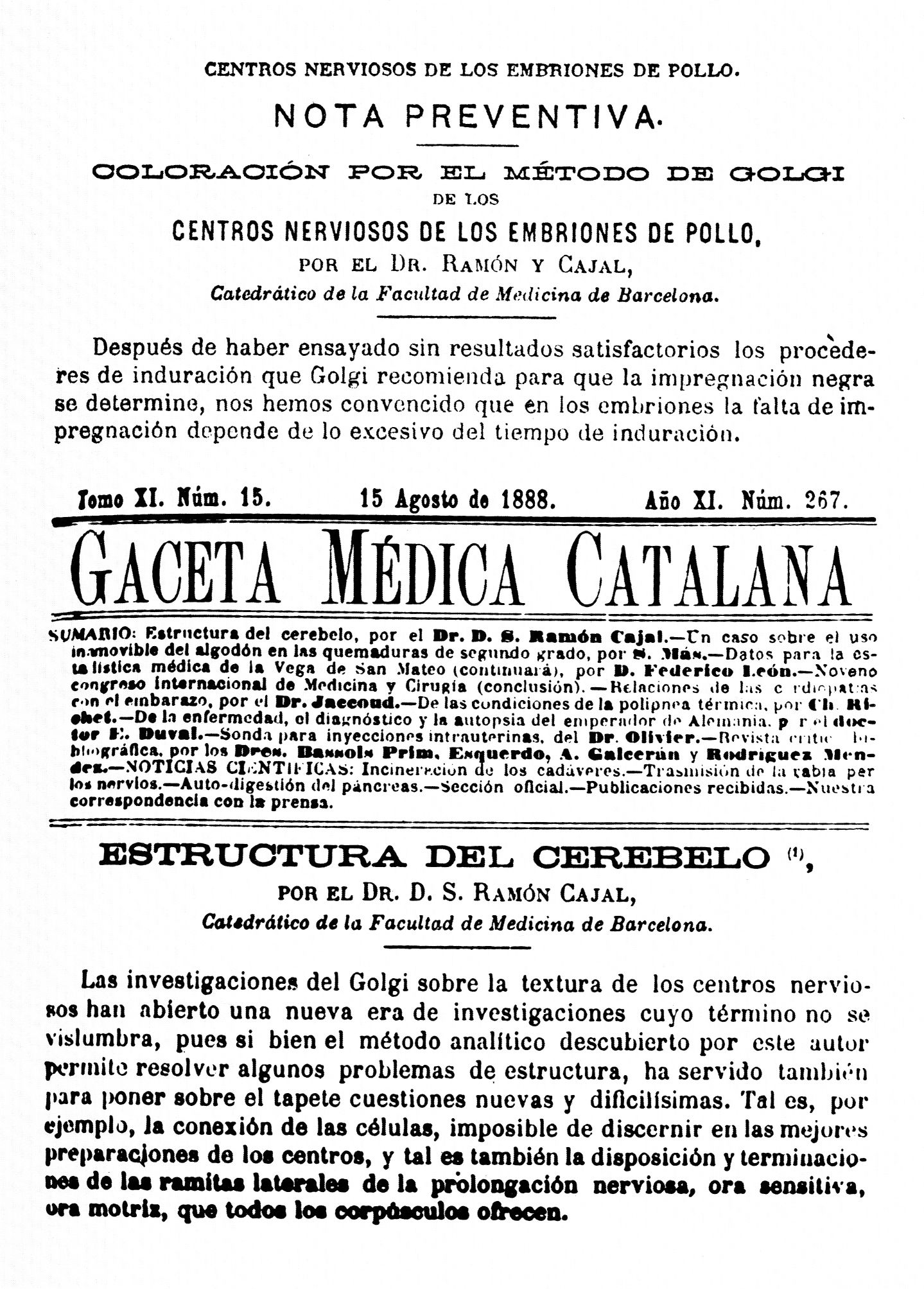
Un dels primers articles publicats per Cajal a la 'Gaceta Médica Catalana' (1888)

Després de quasi quatre anys a València, el 1887 es va traslladar a Barcelona per ocupar la càtedra d'Histologia creada el mateix any a la Facultat de Medicina de Barcelona, en aquell temps situada al carrer del Carme, amb un sou de 60 duros al mes. Va viure cinc anys a la ciutat. Tingué el seu primer habitatge al carrer de la Lluna 1, i al 1888 va escriure la seva teoria neuronal mentre residia al carrer del Notariat, número 7. A banda d'utilitzar els seus microscopis particulars, Ramón y Cajal va aconseguir per a la nova càtedra —desproveïda de material científic— un Leitz alemany, un Reichert austríac i dos Nachet francesos; a més de micròtoms de lliscada i de congelació. A l'Exposició Universal de Barcelona de 1888 va presentar una llarga sèrie de preparacions histològiques que van ser premiades amb una medalla d'or, atorgada pel jurat internacional. Ell mateix va dir que 1888 fou: «mi año cumbre, mi año de fortuna». Al maig d'aquell any va iniciar la publicació de la Revista Trimestral de Histología Normal y Patológica, finançant l'edició amb diners propis. L'any 1889 va presentar a la Gaceta Médica Catalana un article sobre la hipnosi com a anestèsic obstètric, titulat «Dolores del parto considerablemente atenuados por la sugestión hipnótica». Va ser el primer cas clínic publicat sobre la hipnoanalgèsia. A banda d'un breu comentari anònim al British Medical Journal d'aquell any, l'escrit va passar pràcticament desapercebut i no va ser apreciat per la comunitat científica fins a un segle més tard. Prudentment, a l'esmentat article va evitar suggerir que la hipnosi fos una forma d'analgèsia total i va especificar els tipus de dolors en els quals aquesta tècnica podria ser d'utilitat, remarcant la possibilitat de reduir amb dita pràctica el temps de patiment derivat del part. Amb aquesta particular tècnica anestèsica van néixer els seus darrers dos fills, Pilar i Lluís; emprada en un intent heterodox i avençat per l'època d'alleujar els dolors de part de la seva dona. Les seves experimentacions hipnòtiques van durar pocs anys i mai no va fer servir aquest procediment amb ànim de lucre. Durant la dècada de 1880, la psicoteràpia hipnòtica va ser un tema molt polèmic, a causa de la confrontació científica entre l'Escola de París (encapçalada per Charcot i dedicada a l'estudi de les neurosis histèriques) i l'Escola de Nancy (representada por Bernheim i Liébault, centrada especialment en la suggestió terapèutica). Ramón y Cajal volgué aprofundir en el coneixement de les possibilitats de la suggestió i, seguint les idees de Bernheim, va interpretar aquest fenomen psíquic com una errada en el funcionament cerebral. Ell mateix digué: «una vegada satisfeta la meva curiositat, vaig despatxar els pacients». Cajal també va assistir a sessions d'espiritisme i metempsicosi. Sobre aquests temes i sobre els mèdiums en particular, la seva opinió era categòrica: «Lo admirable en aquellas sesiones no eran los sujetos, sino la increíble ingenuidad de los asistentes». De totes aquestes experiències va extreure dues conclusions: que la suggestió era un fet real i que podia emprar-se per manipular les ments de persones sanes i malaltes. Anys després va afirmar que la psicologia suggestiva, juntament amb la fisiologia i la pedagogia científica, podria formar part d'una «ortopèdia mental» per tractar determinats trastorns.
Després del naixement de la seva filla María del Pilar (juliol del 1889), la família es trasllada al carrer del Bruc (en un edifici desaparegut, possiblement l'actual número 73, tot i que alguns autors situen la finca a la cantonada Bruc–Consell de Cent, avui dia Consell de Cent 356) on Ramón y Cajal va muntar un petit laboratori que li permetia ensenyar els seus mètodes a un reduït grup de metges de la ciutat, amb els animals d'experimentació al jardí. El 1890 va publicar a la Gaceta Sanitaria de Barcelona l'article «Origen y terminación de las fibras nerviosas olfatorias». En aquest treball, va indicar que el sistema olfactori estava format per diferents tipus de cèl·lules amb morfologies i funcions particulars. Segons alguns autors, aquest article es podria considerar la primera descripció definitiva de les neurones receptores olfactòries amb les primeres imatges de la seva continuïtat al llarg del tracte olfactori, des del punt d'origen fins al punt on s'acaben. Ramón y Cajal va ser tertulià habitual del Café de Pelai (i després de La Pajarera a la plaça de Catalunya, un cafè obert el 16 de maig de 1888), on va establir una bona amistat amb el naturalista Odón de Buen i amb el catedràtic de Química Victorino García de la Cruz; també era soci de la penya del Casino Militar, on feia molt sovint partides d'escacs. La seva afició pels escacs era tan gran que, segons va relatar a les seves memòries, era quasi una obsessió que li treia temps per treballar. De tota manera, un cop va millorar la tàctica de joc fins a aconseguir un nivell satisfactori, es va donar de baixa del Casino per centrar-se millor en la seva feina.
Sempre va recordar amb gran afecte aquesta etapa de la seva vida, malgrat que va patir dues desgràcies personals importants a Barcelona durant aquests anys: la mort de la seva filla Enriqueta per meningitis tuberculosa i la febre tifoide soferta pel seu fill Santiago, que va alterar el seu estar mental i li va ocasionar la mort uns anys després a causa de les complicacions cardíaques originades llavors per la malaltia. Va conèixer a la Facultat el degà Marià Batlles i Bertran de Lis, qui no volia que Ramón y Cajal deixés la càtedra, fet que aquest li va agrair profundament als seus escrits. Amb Claudi Sala i Pons (Artés, 1868-1943), va publicar un estudi relatiu a la innervació perifèrica del pàncrees i diversos treballs sobre el sistema nerviós dels batracis. Sala i Pons va marxar a Madrid quan Ramón y Cajal hi va guanyar una càtedra allà i fou aquest el director de la seva tesi La neuròglia dels vertebrats (1894). Va ser, amb Tello, un dels dos primers investigadors incorporats al nou Laboratori d'Investigacions Biològiques. També van ser deixebles seus Josep Maria Roca i Heras, August Pi i Gibert (1860–1923), Gil Saltor i Lavall (1862–1909), qui va substituir-lo en la càtedra quan ell va traslladar-se a Madrid i Manuel Duran i Ventosa (fill de Manuel Duran i Bas). Va ensenyar tècniques i procediments de microscòpia al metge —i més tard notable naturalista— Josep M. Bofill i Pichot. En finalitzar el seu temps de permanència a Barcelona va donar tres dies de conferències, durant els quals va fer un resum de la seva recerca que es va publicar a quatre números de la Revista de Ciencias Médicas de Barcelona amb el títol de Nuevo concepto de la histología de los centros nerviosos. El dissabte 12 de març de 1892, companys de l'Acadèmia i Laboratori de Ciències Mèdiques de Catalunya i de la Facultat van oferir a Ramón y Cajal un àpat de comiat a La Pajarera (nom popular del Gran Café del Siglo XIX), tres dies abans que marxés a Madrid. Durant els anys que Ramón y Cajal va ser professor de la Universitat de Barcelona va publicar una mitjana de 12,5 treballs cada any (52 monografies i 2 manuals). Molts dels seus dibuixos de preparacions histològiques del sistema nerviós van ser pintats a l'oli per Ramon Padró i Pedret.

### Primera etapa a Madrid
El 1892 va ocupar la càtedra d'Histologia i Histoquímica Normal i Anatomia patològica de la Universitat Central de Madrid. Va ser membre del Instituto Nacional de Higiene Alfonso XIII, creat pel doctor Carlos Cortezo. Va assolir que el govern creés l'any 1902 un modern Laboratori d'Investigacions Biològiques on hi va treballar fins al 1922, moment en què passà a realitzar la seva recerca científica a l'Institut Cajal, que mantindria la seva recerca a la seva mort. Molts industrials varen aprofitar la seva fama i la feina feta durant anys a l'Institut d'Higiene per fer una publicitat exagerada dels seus productes, des de aigües minerals a pastes de dents, un abús que no li va agradar gens ni mica.
A principis de 1894, obtingué la Placa de l'Acadèmia Mèdico-Farmaceùtica de Roma (el seu primer premi estranger). Al març de 1894 fou convidat, per la Royal Society, a donar la Croonian Lecture (una prestigiosa conferència anyal sobre temes biològics). Cajal va presentar, en francès, el treball La Fine Structure des Centres Nerveux. Durant la seva estada a Londres va allotjar-se a la casa del Prof. Sherrigton (Premi Nobel de Medicina, 1932), qui el va ajudar amb les microfotografies de la presentació i li va fer de guia per les institucions de la ciutat. A casa de Sherrington, Cajal continuà amb el costum d'airejar el matalàs a la finestra cada dia, un fet molt admirat pels veïns del professor del St Thomas' Hospital. Algunes preparacions histològiques de Cajal guardades per Sherrington en el Laboratori de Fisiologia de la Universitat d'Oxford, encara es conserven en l'actual Departament de Fisiologia, Anatomia i Genètica d'aquest centre acadèmic. Abans de tornar, fou anomenat doctor honoris causa de la Universitat de Cambridge.
En un article publicat l'any 1896, Interpretaciones conjeturales sobre algunos puntos de histo-fisiología neurològica, Cajal remarcà la seva opinió sobre el fet que els descobriments sobre l'estructura histològica dels centres nerviosos eren fonamentals per entendre els mecanismes dels actes mentals. El 1897 ingressà a la Reial Acadèmia de Ciències Exactes, Físiques i Naturals, amb el discurs Fundamentos racionales y condiciones técnicas de la investigación biológica. Membre honorari de la Reial Acadèmia de Ciències de Lisboa i Premi Rubio (1897), pel seu llibre Elementos de histología. Premi Fauvelle de la Societat de Biologia de París (1896) i doctor honoris causa en Medicina per la Universitat de Würzburg el mateix any (28 d'octubre). La Universitat de Clark el va invitar a donar unes conferències el desè aniversari de la fundació del centre i l'anomenà doctor honoris causa el juliol del 1899. Conscient de les delicades relacions amb els EUA després del recent Tractat de París, abans d'acceptar la invitació va demanar consell a diferents personalitats, entre elles Luis Pidal y Mon, Ministre de Foment del primer Govern de Francisco Silvela. Fou l'única visita de Cajal als EUA i anà amb la seva dona. Durant el viatge de Le Havre a Nova York va fer amistat amb l'entomòleg i neuropsiquiatre suís Auguste Forel (1848-1931), conegut per les seves investigacions sobre les formigues i també invitat de la Universitat Clark, juntament amb el físic Ludwig Boltzmann, el matemàtic Èmile Picard i el psicòleg Angelo Mosso. Cajal donà tres conferències, llegides en francès: ""Estudi comparatiu de les àrees sensorials del còrtex humà", "Capes de les cèl·lules estelades grans" i "El còrtex senso-motor"; que van ser publicades en anglès poc dies després. Les seves impressions sobre el país foren ambivalents. A Recuerdos de mi vida mostrà una gran admiració envers el funcionament de les universitats nord-americanes i el mecenatge privat, però no va deixar sense crítica aspectes com els trusts avasalladores o el imperialismo yanqui y su anhelo de anexionarse los países limítrofes.

### Projecció internacional i reconeixement a Espanya
Soci de Mèrit del Col·legi de Metges de Madrid (1897). Membre honorari de l'Academia Médico-Quirúrgica Española (18 de abril de 1897). Obtingué la Medalla de Moscú el 1900, al Congrés Internacional de Medicina de París. Al febrer de l'any 1901 va rebre la Gran Creu d'Isabel la Catòlica de mans de la Reina Regent Maria Cristina. Premi Martínez y Molina 1902 (conjuntament amb el seu germà Pedro). Placa de la Academia Médico-Farmacéutica de Barcelona (1904). Gran Creu d'Alfons XII (1902), concedida per Alfons XIII i títol de Conseller d'Instrucció Pública. Soci honorari de la New York Academy of Medicine (1904). L'any 1905 li atorgaren la Medalla Helmholtz de l'Acadèmia Prussiana de les Ciències i fou anomenat membre de la Reial Acadèmia de Medicina de Roma, a 1914 va rebre la Gran Creu de la Legió d'Honor francesa amb el grau de Commandeur, i a 1915 la Pour le Mérite per Ciències i Arts alemanya. President honorari de la Acadèmia de Ciències Mèdiques de Bilbao (1906). A 1907 va ingressar -per elecció- a la Reial Acadèmia Nacional de Medicina, amb un discurs sobre el mecanisme de la regeneració dels nervis. El març de 1908 la Acadèmia de Ciències Mèdiques, Físiques i Naturals de L'Havana, el va designar Acadèmic de Mèrit. Doctor en Medicina, honoris causa, por la Universitat de Kristiania i membre honorari estranger de l'Acadèmia Reial de Medicina de Bèlgica (1911). Doctor honoris causa per la Universitat de Lovaina (maig de 1909). Membre de la Royal Society (1909). Professor honorari de la Universitat de Dublín (1912). Soci corresponent de la Societas Regia Edinensis d'Edimburg i associat estranger de l'Acadèmia de Medicina de París (1913).
Des de 1907 a 1934 fou president de la Junta per a l'Ampliació d'Estudis. Durant aquest llarg període, la seva gestió de l'organisme va ser respectada per tots els corrents polítics. La JAE estava inspirada per l'esperit laic i innovador de la Institución Libre de Enseñanza i fou molt eficient a l'hora d'integrar en el seu si a persones o entitats involucrades en tasques de recerca científica. Si bé Cajal -sempre incisiu- opinava en privat que els seguidors d'aquesta institució parlaven molt i escrivien poc, sota la seva direcció i amb la gran ajuda del secretari i professor de Dret Romà José Castillejo Duarte, la JAE es va convertir en el principal organisme públic de suport a la investigació i a la reforma educativa. L'eina principal de la Junta fou la concessió d'ajuts econòmics individuals o en grup -que Cajal anomenava amb una certa sornegueria pensiones- per estudiar als millors centres d'investigació estrangers. Més de 2000 científics obtingueren ajuts d'aquest tipus. La Junta també intervenia en la designació de les delegacions que representaven l'Estat als congressos internacionals, dirigia una línia de publicacions, fomentava l'establiment de vincles i projectes culturals amb altres països i concedia "certificats de suficiència" per l'accés a places docents d'universitats i instituts. Cajal exercí la direcció amb contundència i un gran compromís ètic. Des de la JAE va proposar que fos exclòs dels Consells d'Estat qualsevol polític sense, almenys, tres anys d'estada en una universitat o institució estrangera. Es preocupà en especial de que els centres, investigadors o laboratoris subvencionats per la JAE fessin la presentació dels seus comptes demostrant el bon ús dels fons i que demostressin uns resultats tangibles a nivell internacional.
Al 1914 fou nomenat soci corresponent de la Reial Acadèmia de Ciències i Arts de Barcelona i membre honorari de la Universitat Imperial de Sant Petersburg. Membre corresponsal de l'Institut de França, Membre de l'Acadèmia de Medicina de Suècia i membre estranger de la Regia Academia Scientiarium Suecica (1916). Acadèmic honorari de l'Academia de Medicina de la Universidad Nacional de Buenos Aires (14 d'agost de 1919). Membre extraordinari de l'Acadèmia Regia Scientiarium Neerlandica i membre estranger de la National Academy of Sciences of the United States of America (1920). L'any 1922, la Reial Acadèmia de Ciències Exactes, Físiques i Naturals li va concedir la medalla Echegaray i l'Acadèmia de Ciències de Santiago de Xile l'anomenà membre honorari. Doctor honoris causa per la Universitat Nacional de Mèxic (1922), la Universitat de Burdeus (1922) i la Universitat de la Sorbona (1924). Medalla Plus Ultra (1926), pels seus serveis a la humanitat.
Fou escollit acadèmic de la RAE l'any 1905. Cajal, però, mai volgué ocupar la seva cadira. Inclús va presentar un escrit de renúncia dirigit al Dr. Cortezo (9 de gener de 1926), que no va ser acceptat.
Un dels seus retrats més coneguts fou pintat per Joaquim Sorolla (1906), qui mantenia una particular relació amb el món científic d'idees liberals i també va retratar a Lluís Simarro o al gastroenteròleg basc Juan Madinabeitia (1861-1938). Es poc coneguda la seva amistat amb Marià Benlliure. L'escultor va rebre l'encàrrec del rector de la Universitat de Saragossa de fer un monument de marbre en honor a Cajal per a la Facultat de Medicina i Ciències i els dos parlaren molt durant les sessions de posat que feien a la serra de Madrid, on llavors treballava Benlliure. El rei va inaugurar l'obra l'any 1925.

### Mort
Va morir el 17 d'octubre de 1934 a la seva residència del carrer d'Alfons XII de Madrid, un palauet demolit el 2017, als 82 anys. Fou enterrat a la necròpoli civil del cementiri de l'Almudena, amb Silveria i la seva filla Fe, al costat del seu amic Gumersindo de Azcárate. A banda dels familiars i del metge de capçalera (Teófilo Hernando Ortega), un dels testimonis de la seva mort fou Francisco Tello Valdivieso, fill del Dr. Tello Muñoz. Eren els dies de la vaga general revolucionària i el seguici fúnebre organitzat pels seus col·laboradors i alumnes va ser dissolt per la Guàrdia d'Assalt i la Guàrdia Civil, ja que les aglomeracions de gent estaven prohibides. Signà el seu certificat de defunció el Dr. Carlos Jiménez Díaz.
Al testament que signà l'any 1931, Cajal va manifestar explícitament el desig d'un funeral laic i modest. Els diners llegats a les acadèmies tenien el propòsit de premiar treballs de recerca i els destinats a les facultats el de subvencionar els millors alumnes dels seus anfiteatres anatòmics o laboratoris, donant preferència en igualtat de mèrits als de más modesta condición económica. La liquidació testamentària fou feta el 1935, però la Guerra Civil i el seu desenllaç varen impedir l'execució completa de les disposicions.
Alguns especialistes opinen que la mort de Cajal es pot considerar un símbol del final de l'esperit romàntic i individualista en els científics.

### Contribució a altres disciplines
Cajal també va ser un destacat fotògraf, tècnicament innovador i avançat al seu temps. L'any 1880 va aconseguir fer-se un autoretrat de 1,5 mm de costat, emprant un portaobjectes recobert d'una emulsió de gelatinobromur que -posat a la platina del microscopi- mostrava la seva cara en detall i que es considera un dels primers microfilms fets a l'Estat. Inclús produí plaques ultra-ràpides que mai es comercialitzaren. A Anatomía de las placas fotográficas (1903), analitzà les característiques morfològiques i químiques dels diferents estrats i components d'aquest material, avaluant les variants produïdes pels fabricants de l'època (Chardon, Ilford, Lumière, Jougle) i proposant millores. El 1912 va publicar Fotografía de los colores: bases científicas y reglas prácticas, llibre que destaca la importància del sistema autocrom i el gran futur de la fotografia en color. Descriu en aquesta obra les seves experiències amb el mètode interferencial de Lippmann, Premi Nobel de Física (1908), fonament de l'holografia i potser el que més va interessar a Cajal. Anteriorment (1906), havia escrit a la revista barcelonina Ciencia Popular un article sobre l'aplicació pràctica dels treballs de Lippmann relatius a les ones estacionàries i la fotocromia. Comprenent la necessitat de la fotografia aplicada en l'observació microscòpica i en l'ensenyança de l'histologia, va experimentar amb la estereoscòpia (1918) i va preparar ell mateix molt gravats fotolitogràfics. Va escriure:
| «                                                                      | Si los objetos representados son demasiado complicados, á los dibujos exactos que copian formas ó estructura añadiremos esquemas ó semiesquemas aclaratorios. En fin, en algunos casos podrá prestarnos importantes servicios la microfotografía, suprema garantía de la objetividad de nuestras descripciones. | » |
| — Reglas y consejos sobre investigación científica. (Reedició de 1913) | |   |

Fora de l'àmbit científic, Cajal considerava la fotografia un hàbit útil i una distracció gairebé terapèutica. De fet, ell mateix afirmà que fou un bon ajut per animar-se als moments dolents i va recomanar-la al seu llibre El mundo visto a los ochenta años com a exercici saludable durant la vellesa, juntament amb la lectura. Va demostrar un nivell creatiu notable des de jove, inspirat en les obres de Mariano Júdez y Ortiz (1856-1874), pioner de la fotografia aragonesa, i de Jean Laurent (1816-¿1892?). Els autoretrats li serviren per treballar els efectes de llum, textura i composició. Moltes imatges es corresponien amb el costumisme social propi de l'època o recollien paisatges urbans i rurals, però els seus enquadraments inusuals i de perspectiva aèria varen influir en tota una generació de nous fotògrafs.
Interessat pel fonògraf d'Edison, va idear una versió millorada que no es va fabricar mai. També aprofità el seu coneixement de les emulsions fotogràfiques per proposar canvis en el gramòfon que amplifiquessin el so i augmentessin la sensibilitat dels primers models d'aquest aparell. Les seves experiències en el camp de les tècniques estereogràfiques el varen portar a dissenyar un sistema per codificar missatges, semblant al mètode aplicat dècades més tard en el desenvolupament de l'estereograma de punts aleatoris per l'estudi de problemes de percepció.
Com altres científics del seu temps, Cajal fou un naturalista de mèrit. L'any 1897 va ser elegit president de la Reial Societat Espanyola d'Història Natural. Dintre d'aquest camp escrigué un dels seus articles més peculiars: Las sensaciones de las hormigas (1921). A la RSEd'HN va exposar treballs molt diversos; per exemple sobre l'estructura de la banya d'Amon (1893), l'encèfal dels teleostis (1894), la fagocitosi de les plaquetes dels vertebrats inferiors (1896) o la retina dels múscids (1910).

## Personalitat
Home d'una gran probitat personal i acadèmica, va refusar sempre privilegis i càrrecs –com el Ministeri d'Instrucció Pública i Belles Arts (equivalent a l'actual Ministeri d'Educació), que li va oferir Moret l'any 1906. En aquest sentit –per exemple–, quan el seu fill va anar a estudiar a l'estranger, Cajal va pagar les despeses de la seva butxaca, tot i que presidia la JAE (institució creada per becar els estudiants). Sobre Moret va escriure: La elocuencia de don Segismundo era terrible.../ citóme, en fin, para acabar de seducirme, el ejemplo de M. Berthelot y de otros grandes sabios, que no desdeñaron, para elevar el nivel cultural de su nación, la cartera de Instrucción Pública. Fou senador, primer en representació de la Universitat (1908-1909, 1909-1910) i després com a senador vitalici (1910, 1911, 1914, 1915, 1916, 1917, 1918, 1919-1920, 1921-1922, 1922, 1923). Acceptà el nomenament per ser un càrrec sense remuneració i amb la condició de mantenir la seva independència de criteri i no haver d'adherir-se a cap partit. Va mostrar sempre una gran simpatia per Canalejas (des que coincidiren en l'organització d'un curs de l'Ateneo de Madrid el 1895) i les seves idees liberals i reformistes properes al krausisme. L'any 1925, la CNT li oferí la presidència d'una futura República Federal, proposició que Cajal refusà, com va fer amb totes les propostes de significat estrictament polític.
Quan va dimitir com a membre de l'Institut d'Higiene renuncià als seus drets passius i en ser nomenat director del nou Laboratori d'Investigacions Biològiques va demanar al comte de Romanones que el sou estipulat pel Govern, 10.000 pessetes anyals, fos rebaixat a 6.000. Uns mesos abans de la seva jubilació com a catedràtic l'any 1922, el diputat Julián van Baumberghen y Bardají va presentar al Congrés una proposició que plantejava la concessió d'una pensió vitalícia de 25.000 pessetes. El Govern argumentà que això seria «sentar un precedente funesto» i la pensió fou denegada. El debat parlamentari va tenir un gran ressò a la premsa i el mateix Cajal escrigué una carta al director del diari "El Sol" titulat: Por encima de la abeja está el enjambre. En ella, Cajal manifestava el seu refús als privilegis econòmics i feia cessió al Laboratori d'Investigacions Biològiques de qualsevol quantitat de diners procedent d'homenatges. Roca i Heras escrigué el discurs "Tribut al mestre: elogi a Santiago Ramón y Cajal", amb motiu de la col·locació del retrat de Cajal a la sala d'actes de l'Acadèmia de Ciències Mèdiques (1923), més tard publicat en forma d'opuscle. Roca coneixia bé la situació precària de Cajal durant la seva estada a Barcelona i digué molt clarament en ell: "És a dir que si Barcelona no el té és perquè els qui governaven la ciutat no el volgueren". També va manifestar que: "no és unilateral com tants savis [Cajal], més aviat tot al contrari. És d'aquells metges que, a més de saber medicina saben d'altres moltes coses ben sabudes".
Les seves dites són mereixedores d'antologia.
| « | «Que la riqueza representa el sobretrabajo del proletario y que el placer del capitalista es la transfiguración del dolor y de las lágrimas del pobre». | » |

| «                                            | «Que merced a la inquisición y al clericalismo, aquel sol que no se ponía nunca en nuestros dominios no fue jamás el sol de la ciencia y de la verdad, sino la hoguera del fanatismo y de la intolerancia religiosa». | » |
| — Recuerdos de mi vida. Post scriptum (1899) | |   |

| « | «¡Felicísimo país el nuestro, en donde la casaca ministerial, la toga y el blasón no delinquen jamás!». | » |

| «                                                                | «Me enorgullezco de no haber figurado nunca entre la clientela especial de las corridas de toros» | » |
| — Charlas de café: pensamientos, anécdotas y confidencias (1921) |                                                                                                   |   |

| «                                                                 | «En el fondo, el teorizante es un perezoso disfrazado de diligente. Sin percatarse de ello, obedece a la ley del mínimo esfuerzo. Porque es más fácil forjar una teoría que descubrir un fenómeno». | » |
| — Reglas y consejos sobre investigación científica. Cap. V (1899) | |   |

Sobretot als darrers anys de la seva vida, Cajal mostrà una agudesa verbal molt notable. L'any 1926, Alfons XIII, acompanyat de Primo de Rivera, va inaugurar un monument amb la seva figura als Jardins del Retiro. Cajal no assistí a l'acte. L'obra de l'escultor Victorio Macho Rogado (1887-1966) el representa reclinat sobre una base de pedra, vestit amb una toga que li deixa el tors quasi nu com si fos un personatge grec clàssic, entre dues fonts al·legòriques (Fons Vitae i Fons Mortis) i al mig d'un estany. El monument no li va agradar gaire, i quan els seus alumnes el portaren a veure'l i s'interessaren per la seva opinió, digué: Creo que los escultores no saben lo malo que es el reuma. Contràriament, quan el 1931 els estudiants de l'Associació Professional d'Estudiants de Medicina de Madrid inauguraren en commemoració del vuitantè aniversari de Cajal una moderna escultura seva en el pati de la Facultat de Medicina de Sant Carles amb una estètica semblant a la dels moais de la cultura de l'Illa de Pasqua esculpida per Lorenzo Domínguez (1901-1963), el professor jubilat es va emocionar fins al plor i declarà sorprès: Pero si todos mis contemporáneos han muerto; si la juventud apenas me conoce.
Aristòcrates i periodistes van ser amb freqüència l'objectiu de la ironia, dissimulada o no, de Cajal. Considerava als primers uns paràsits socials i als segons una gent molt amoïnadora. Un tret molt propi d'ell era preocupar-se per persones tractades injustament. Per exemple, quan l'històleg italià Giuseppe Levi fou detingut pel règim de Mussolini escrigué una carta personal a l'ambaixador espanyol a Roma sol·licitant el seu alliberament i intervingué d'una forma similar davant el general Primo de Rivera al saber que el seu deixeble Lorente de Nó havia estat declarat pròfug per no presentar-se a temps al servei militar. També va fer gestions amb la finalitat d'aconseguir l'asil polític pel professor berlinès d'origen jueu Max Bielschowsky, qui emigrà finalment al Regne Unit després de la mort de Cajal.
Només es conserva una part de la seva correspondència epistolar (estimada en més de 12.000 cartes). A banda de la relacionada amb figures del món mèdic o biològic, és destacable (p. ex.) la que va mantenir amb Unamuno, Einstein, Hendrik Antoon Lorentz, Irene Lewy o Antoni Maria Sbert.
Molts estudiosos de la vida i obra de Cajal han destacat el seu profund caràcter humanista.
·

## Obra literària
A més dels seus treballs científics i seguint la línia fantàstica i al·legòrica d'algunes de les novel·les de divulgació mèdica del catedràtic i polític Amalio Gimeno y Cabañas, Cajal va escriure a la revista saragossana La Clínica. Semanario de medicina, cirugía y farmacia molts relats curts de ficció amb el pseudònim de "Doctor Bacteria". El seu primer article en ella, presentat en tres números successius (19/9, 26/9 i 3/10 de 1880), fou El Protoplasma i el va signar com "Santiago Ramón". A dita revista publicà també per parts, l'any 1883 (números 22/7/83, 5/8/83, 19/8/83, 23/9/83, 7/10/83 i 14/10/83), un curiós relat: Las maravillas de la histología, molt inspirat en els pensaments de Haeckel, taxonomista, creador de la peculiar teoria protoplàsmica, descobridor de l'inexistent Bathybius haeckelii i pioner de l'ecologia. En aquesta publicació compara documentalment per primera vegada els organismes pluricel·lulars amb una fàbrica immensa habitada per milers d'afanyosos treballadors microscòpics, una metàfora que utilitzarà molt sovint en els seus escrits posteriors, com ara La màquina de la vida. També emprà el símil de les vagues obreres i les malalties per explicar els orígens i les conseqüències dels processos patològics. Va escriure dotze històries de ficció científica entre 1885-1886, però fins al 1905 no en va publicar cinc, sota el títol de Cuentos de vacaciones. Narraciones pseudocientíficas. Totes les narracions plantegen diferents dilemes personals de difícil solució que solen estar motivats per avenços de la ciència o per actituds racionalment incorrectes. En elles es poden trobar molts dels principals elements que conformaven el regeneracionisme científic cajalià. Admirador de Jules Verne, Cajal incorporà a l'argument dels seus contes el món del microscopi des de diferents punts de vista. Amb un estil que recorda al de Herbert George Wells, aquests relats mostren la seva preocupació per les implicacions filosòfiques, socials i ètiques dels descobriments tècnics i científics. Un d'ells, El fabricante de honradez, tracta sobre l'ús de drogues específiques per controlar els delinqüents i la voluntat de la població. Anys abans, quan estudiava Medicina entre 1871 i 1873, ja havia escrit El viajero de Júpiter, una novel·leta que es va perdre en el decurs d'algun dels viatges de Cajal com a metge militar i que tractava sobre les aventures d'un explorador planetari engolit per un ésser gegant com si fos un microbi. Alguns dels seus contes tenen un clar objectiu moralitzador. A El pesimista corregido (1905), pretén exposar que les limitacions humanes no s'han de veure como una tragèdia i que ens serveixen per tenir una perspectiva adequada a l'hora de valorar la bellesa de les coses i de les persones. En el relat, Cajal preveu el futur desenvolupament d'aparells basats en radiacions invisibles i capaços de superar les limitacions d'augment òptic dels microscopis de la seva època, molts anys abans de la creació del primer microscopi electrònic per Ernst Ruska. Bona part d'aquests escrits no es publicaren mai. L'any 2014 fou trobat un, desconegut fins llavors: La vida en el año 6000.
L'obra de divulgació histològica de Cajal s'ha de situar en el context de les noves formes de comunicació educativa de les ciències biològiques, més obertes al públic general i centrades en els anomenats articles de popularizació, pròpies de la segona meitat del segle xix i que tingueren les seves arrels en els primers debats sobre l'evolucionisme. Com Pelegrí Casanova, autor de La biología general (1877), Cajal sempre va veure en la morfologia protoplàsmica i en els seus canvis un possible fil conductor evolutiu de la vida, des d'un hipotétic principi fins a la seva dispersió per l'univers. Segons escrigué sobre l'origen dels essers vius, aquest va iniciar-se: cuando la tierra comenzó a enfriarse y en el fondo de los océanos se produjeron ciegos impulsos de afinidad química. També va vaticinar, molt abans de l'inici de l'exploració espacial, amb el seu particular estil: cuando nuestro miserable planeta envejezca... el protoplasma orgánico habrá tocado la perfección de su obra, y el nuevo rey de la creación abandonará para siempre la humilde cuna donde se meció en su infancia, y asaltará otros mundos, tomando solemne posesión del Universo.
Pio Baroja es burlà de la faceta literària de Cajal –eren dues persones amb opinions molt diferents– i aquest escrigué una carta duríssima a l'escriptor basc, mai enviada.
Compaginant la literatura i les seves experiències pictòriques publicà el 1902, als 50 anys, l'article La psicología de los artistas, que després va donar títol a un llibre de assajos. En ell, Cajal va manifestar el seu personal desacord intel·lectual i estètic amb les noves tendències artístiques d'una forma categòrica. De fet, en conjunt les considerava una mena de "xarampió expressionista" invasor. El mateix any prologà un llibre de poesies del dramaturg aragonès Marcos Zapata Mañas (1842-1913), un autor bohemi considerat uns dels últims romàntics i molt popular en el seu temps. Amb un estil molt particular i a petició del autor, Cajal intenta explicar en aquest pròleg els motius de les contradiccions entre el caràcter dels escriptors i el de les seves obres des d'un punt de vista científic.
En una altra línia, el maig de 1905 escrigué un discurs sobre La Psicología de Don Quijote de la Mancha y el Quijotismo, en ell analitzà amb una visió regeneracionista el llibre de Cervantes; considerant el personatge de Don Quixot com un ideal d'humanitat, magnificència i justícia i fent èmfasi en la necessitat d'una lluita sense desmai per vèncer la decadència del país. Juan Ramón Jiménez li dedicá un poema en l'obra Elegías (1907-1908). Margarita Nelken va fer un recull de les seves reflexions sobre la figura de la dona vista des de diferents prismes, titulat: La mujer: conversaciones e ideario (1932).
A les seves memòries menciona un projecte literari que no va finalitzar. Una obra anomenada Solos ante el misterio, possiblement un recull d'experiències i opinions sobre temes heterodoxos. Aquest llibre es va perdre en ser bombardejat a l'inici de la Guerra Civil el centre on estava dipositat.
Cajal mai va considerar-se un literat i ell mateix afirmà que escriure contes era una vàlvula d'escapament de les seves preocupacions principals. Amb tot, alguns autors troben certs paral·lelismes entre el sentit moralitzant dels seus relats i alguns aspectes del realisme de Dostoievski o entre la seva voluntat divulgativa i la de les obres de Sacks.
Fou notòria la seva simpatia amb les obres de Ramón Pérez de Ayala, Emilia Pardo Bazán, José Ortega y Gasset o Benito Pérez Galdós (el va proposar com a candidat al Premi Nobel de Literatura). Segons un article del Dr. Puche Álvarez sobre els llibres que Cajal conservà al soterrani de la seva casa de Madrid després de jubilar-se, del conjunt de 2.230 exemplars que ell mateix va inventariar (donà la gran majoria de publicacions mèdiques i científiques a l'Institut Cajal) era destacable l'abundància d'obres clàssiques en castellà i francès i de temàtica filosòfica, històrica i artística, moltes amb anotacions i comentaris personals.

## Pensament
Molts biògrafs han considerat a Cajal un regeneracionista, simplement. Les seves idees, d'acord amb els escrits que s'han trobat, concorden amb un cientisme utòpic i racional derivat d'un gran coneixement de les obres dels autors liberals més destacats del seu temps. Les relacions entre Cajal i Joaquín Costa van ser d'admiració intel·lectual mútua i de simpatia personal, ja que compartien molts punts de vista i un bon nombre d'experiències vitals. El 1908, però, es trencà la seva amistat per un malentès relacionat amb un article aparegut a El Mundo que Costa equivocadament va atribuir a Cajal i que respongué de forma impulsiva. Fou afí als plantejaments d'altres regeneracionistes aragonesos de tarannà liberal i amics seus: el geòleg Lucas Mallada (1841-1921), autor de l'obra Los males de la patria y la futura revolución española (1890), el criminòleg Rafael Salillas (1854-1923), el pediatre Andrés Martínez Vargas (1861-1948), o l'empresari i polític Basílio Paraíso (1849-1934). Amb Menéndez Pelayo va mantenir sempre un tacte molt cordial. Inclús va demanar el seu suport quan fou proposat per a ser membre de la RAE (1905). Menéndez formà part de la direcció de la JAE (1907-1912), sota la presidència de Cajal. L'única manifestació crítica d'aquest envers el filòleg fou deplorar el seu catolicisme intransigent.
L'any 1912 Cajal publicà l'article La sociedad del porvenir al setmanari de Madrid "Vida socialista", dient: La tierra para todos, las energías naturales para todos, el talento para todos: he aquí la hermosa divisa de la sociedad del porvenir. Durant dècades, la seva figura fou objecte d'una mitificació política molt allunyada del seu ideari i de la creació d'una versió adulterada del personatge que va ser imposada a les escoles l'any 1952.
Des d'un punt de vista sociològic, en la trajectòria professional i personal de Cajal es poden destacar tres aspectes que concorden amb els que conformen el concepte actual de ciència de frontera (la que aporta unes dades obtingudes seguint el mètode científic que són, en conjunt, noves per a la majoria dels membres d'una comunitat científica en particular):
- renúncia a disputar amb teòlegs i filòsofs el problema de l'essència o del ser de les coses. La missió de la ciència és el com, mai el perquè de les troballes que observa i descriu.
- renúncia a disputar amb els polítics el sentit de la transformació de la societat, reconeixent la competició política com un fet aliè i sovint contraposat al quefer científic. Un científic no ha de fer política, si vol que la política admiri i doni suport a la ciència.
- renúncia a establir una relació calculable o planejada entre el coneixement científic i la seva aplicació tecnològica. La ciència segueix una dinàmica pròpia i no ha de seguir direccions prèviament establertes per objectius comercials o utilitaristes. Cajal criticà la distinció entre ciència teòrica i pràctica i advertí sobre el perill de sotmetre el coneixement científic a la llei de l'oferta i la demanda.

En els seus escrits manifestà reiteradament que la independència de criteri ha de ser el tret dominant d'un investigador, acompanyada d'una gran perseverança i de la responsabilitat moral de compartir i transmetre els coneixements adquirits.

### Espanyolisme
A més de regeneracionista, es considera a Cajal espanyolista i centralista, i en aquest sentit interpreta els nacionalismes no espanyols, com el català i el basc, qualificant-los de separatistes. Tot i acceptar l'Estatut de Núria, i, en l'àmbit acadèmic, que a la universitat també es puguin impartir classes en català, no es troba còmode. I davant d'una hipotètica dissolució de la pàtria, l'any 1937, en plena guerra civil, des de la Gaceta de Melilla, pren com a seva la necessitat d'un "cirurgià de ferro":
“Diguin el que vulguin els derrotistes i augurs pusilànims, l'ímpetu de la nostra raça no s'extingueix fàcilment... Cal imposar la unitat moral de la Península, fondre les dissonàncies i estridors espirituals en una simfonia grandiosa. Però per això cal el cirurgià de ferro de què parlava Costa”

## Escola cajaliana. Influència
Alguns dels grans deixebles de Ramón y Cajal foren: Francisco Tello Muñoz (1880-1958), un dels millors col·laboradors seus en treballs de neuroembriologia i que destacà posteriorment per investigacions pròpies sobre aquest camp i la neurohistogènesi; Fernando de Castro Rodríguez (1896-1967); Rafael Lorente de Nó (1902-1991); Nicolás Achúcarro (1880-1918), qui va preparar la tesi al laboratori del Dr. Alzheimer i que descobrí pocs anys després la tinció de taní i plata amoniacal; Domingo Sánchez Sánchez (1860-1947), el seu principal col·laborador en l'estudi de l'estructura microscòpica del sistema nerviós dels invertebrats; Gonzalo Rodríguez Lafora (1886-1971), neuropsiquiatra i descobridor de la síndrome de Lafora (una forma d'epilèpsia mioclònica); Pío del Rio Hortega (1882-1945) i Luis Calandre Ibáñez (1890-1961), especialista en fisiopatologia cardíaca. Amb més de 50 anys de dedicació a la docència com a professor i mentor, una de les seves preocupacions sempre fou aconsellar rectament a col·legues, investigadors joves com el neurobiòleg uruguaià Clemente Estable (Canelones, 1894-Montevideo, 1976) i a estudiants de Medicina, entre ells el després neurohistòleg i biòleg experimental Antonio Pedro Rodríguez Pérez (1912-1964) o el posteriorment destacat neurocientífic Justo Gonzalo Rodríguez-Leal (Barcelona, 1910–Madrid, 1986). A banda de l'àmbit de la neurohistologia, les opinions i el suport que va donar a Blas Cabrera Felipe foren un estímul essencial perquè iniciés la seva carrera com a físic.
Col·laborà i mantingué una bona amistat amb el neuròleg romanès Gheorghe Marinescu (1863-1938), investigador de les lesions dels sistema nerviós i pioner en l'ús del cinema en la medicina. Cajal va escriure el pròleg de la seva obra més destacada, La cellule nerveuse (1909), que Marinescu li dedicà com agraïment pel suport rebut en el camp de la neurohistologia. L'obra de Cajal influí significativament en els treballs del fisiòleg alemany Albrecht Bethe (1872-1954) i del controvertit anatomista i històleg Hermann Stieve (1886-1952).
Laura Forster (1858-1917) i Manuela Serra (1901-1988) van ser algunes de les estudiants mes notables que treballaren amb Cajal al Laboratorio de Investigaciones Biológicas, un centre creat pel Ministeri d'Instrucció Pública poc temps després de ser-li concedida la Medalla de Moscú.
Després de la guerra civil, membres de l'escola de Cajal com Isaac Costero Tudanca (Burgos, 1903-Mèxic, DF, 1980), considerat l'impulsor de la moderna anatomia patològica mexicana, o el neuropatòleg i psiquiatra Dionisio Nieto Gómez (Madrid, 1908-1985), van ser algunes de les figures que s'integraren en els institucions científiques i acadèmiques de Mèxic.
Avui en dia, moltes de les seves recomanacions dirigides als científics novells poden semblar rònegues i/o paternalistes (per exemple, oblidar la política, la literatura, la música o el xafardejar durant el període de recerca). Una de les seves màximes, però, segueix de plena actualitat: el saber ocupa lugar. La seva escola, dispersada cap a Mèxic i els EUA per la guerra civil, i el seu estil de treball neurohistològic van ser referències molt importants per investigadors posteriors, com Levi-Montalcini i Stanley Cohen, descobridors del factor de creixement nerviós i Premis Nobel de Medicina l'any 1986. Més enllà de formar una escola neurohistològica, Cajal va establir un gran canvi en la sociologia científica de l'Estat: la necessitat d'enviar joves investigadors a institucions estrangeres de prestigi per ampliar els seus coneixements i punts de vista. Una iniciativa que no es va generalitzar aquí -a causa d'un molt arrelat endemisme universitari- fins a principis de la dècada de 1980.
Val a dir que una de les principals preocupacions de Cajal durant molts anys fou conèixer els treballs d'altres investigadors i fer arribar els seus a centres o a reconeguts científics de fora del país. Visqué una època en la qual era difícil trobar publicacions estrangeres a les biblioteques o a les llibreries i la seva curta economia limitava la possibilitat d'adquirir-les. Va fer tot el possible per entendre i escriure articles en altres idiomes amb els seus estudis de francès i un alemany elemental. Potser aquest aïllament contribuí al desenvolupament de les seves pròpies teories sense excessives influències alienes i a la seva convicció d'aconseguir una bona formació exterior pels nous graduats universitaris.
Un altre Premi Nobel de Medicina, Severo Ochoa, va escriure al pròleg d'una edició del llibre de Cajal, Reglas y consejos sobre investigación científica: "Cómo surgió Cajal en el páramo científico de la España de su tiempo es para mí un milagro".

## Recerca científica
La teoria cel·lular i la teoria de l'evolució van ser les dues teories fonamentals de les ciències biològiques establertes a mitjans del segle xix. Els científics de l'època pensaven que l'estructura del teixit nerviós era diferent a la dels altres teixits fins que el 1888, treballant a Barcelona i fent servir el mètode de tinció de Camillo Golgi, Cajal descobreix els mecanismes que governen la morfologia i els processos connectius de les cèl·lules nervioses, de la substància grisa i del sistema nerviós cerebroespinal. La seva teoria, que demostrava la invididualitat de la neurona, va ser acceptada el 1889 durant el Congrés de la Societat Anatòmica Alemanya celebrat a Berlín. Allà va deixar admirat a Kölliker, autor de nombrosos treballs embriològics i qui fou el principal divulgador de la teoria per mitjà de la revista Zeitschrift für wissenschafliche Zoologie, a més de contactar amb Wilhelm His (1831–1904), Gustav Schwalbe (1844-1916) o Heinrich Wilhelm von Waldeyer (encunyador de la paraula neurona). Waldeyer va acceptar de bon grat els plantejaments cajalians, que perfeccionaven els seus propis descobriments, i traduí a l'alemany molts articles de Cajal. El seu esquema estructural del sistema nerviós com un aglomerat d'unitats independents i definides va passar a conèixer-se com "doctrina de la neurona" i en ella destaca la llei de la polarització dinàmica, model capaç d'explicar la transmissió unidireccional de l'impuls nerviós i que -a grans trets- determina que el cos de la neurona i les dendrites conformen un aparell de recepció i l'axó és l'encarregat de l'emissió/repartiment dels impulsos. Cajal reconegué el valor dels treballs previs del neuroanatomista belga Arthur Van Gehuchten (1861-1914), amb qui va intercanviar moltes observacions durant el període 1891-97, a l'hora de formular dita llei. Estableix amb això el principi fonamental del funcionament del sistema nerviós: les neurones són les unitats anatòmiques, fisiològiques, genètiques i metabòliques del SNC.
Un dels seus descobriments més importants, els "cons de creixement neural", va ser publicat a la Gaceta Sanitaria de Barcelona (nº 12, pp. 413–419) l'any 1890. Aquestes extensions dels axons i les dendrites en desenvolupament són del tot necessàries per establir les correctes connexions sinàptiques del sistema nerviós. Cajal va comprovar que durant el desenvolupament embrionari de les neurones eren els seus extrems cònics, dotats de sensibilitat quimiotàctica, els que teixien la xarxa neuronal induïts per la secreció de determinades substàncies amb efectes atraients o repel·lents. Va denominar poèticament "petons protoplasmàtics" a les zones de contacte neuronal (que -uns anys més tard- Sherrington anomenà "sinapsis"). L'article fou el punt de partida de la teoria neurotròpica i de la descripció acurada dels mecanismes quimiotàctis neurals; en especial gràcies al descobriment previ de Cajal de les espines dendrítiques i de les seves funcions.
L'any 1893 presentà a la revista belga La Cellule la monografia La rétine des vertébrés, que demostrava la unitat estructural de la retina a tota l'escala biològica, la presència a peixos i mamífers de cons i bastons i les terminacions lliures d'aquests i de les neurones retinals. La retina fou una de les estructures que més intrigaren a Cajal. Ell mateix va dir, poc abans de morir, que el conectoma de les cèl·lules amacrines i horitzontals era un enigma. El seu interès per la retina el va portar a l'estudi de l'hipocamp, una de les estructures més complexes del paleoencèfal. Cajal explorà les funcions dels corpuscles curts i el trajecte de les connexions interneuronals de la zona, determinant amb exactitud les vies seguides pels impulsos olfactoris que arriben a aquesta part del cervell. El resultat fou una extensa monografia editada pels Anales de la Sociedad Española de Historia Natural (1893), la qual fou traduïda a l'alemany per Kölliker i publicada a la revista Zeitschrift für Wissenschaftliche Zoologie el mateix any.
Les aportacions cajalianes dintre del camp de l'embriologia nerviosa comparada varen ser molt destacades i admirades pels científics d'aquells anys. Els treballs que Cajal va fer entre 1888 i 1893 sobre el desenvolupament de les prolongacions nervioses en embrions foren fonamentals per a la descripció dels cons de creixement i de la formulació de la hipòtesi neuròtropa. Al 1899, descobrí al còrtex infantil un tipus especial de cèl·lula interneuronal, que anomenà 'de doble ram' per la seva morfologia particular. Dites cèl·lules tenen llargs feixos de branques col·laterals axonals, agrupats verticalment i que formen una estructura microcolumnar densa i regular. Cajal va observar l'abundància de cèl·lules de doble ram en els humans, independentment de la seva edat, i l'absència de les mateixes en altres espècies com ara els rosegadors o els lagomorfs. Anys després es demostrà la seva funció gabaèrgica i el seu paper clau en l'organització del neocòrtex d'humans i primats.
Al capítol V del seu llibre Textura del sistema nervioso del hombre y de los vertebrados (1899) postulà tres lleis ben definides en l'organització fonamental de qualsevol sistema nerviós:
- Llei de l'estalvi de temps: El temps de la conducció nerviosa ha de ser el més reduït possible.
- Llei de l'estalvi de matèria: Cada element del sistema nerviós ha de tenir la mida més petita possible sense perdre la seva funcionalitat.
- Llei de l'estalvi d'espai: Les estructures nervioses adopten la millor posició per tal d'evitar els espais buits entre elles.

Cajal va estudiar la formació de les plaques senils al cervell més de 10 anys després que el Dr. Alzheimer publiqués el seu primer article sobre la malaltia que porta el seu nom (1907). No descrigué diferències entre elles, però va observar la seva evolució temporal i la presència de diversos components amb morfologia pròpia. Els mètodes de tinció que va utilitzar, com el nitrat de plata reduït, el clorur d'or sublimat, l'òxid d'argent amoniacal o les diverses modificacions de la tinció argèntica de Bielschowsky, encara serveixen per avaluar punts essencials en la investigació d'aquesta patologia, com les lesions neurofibril·lars, les reaccions de la micròglia o els canvis dels astròcits. Les apreciacions de Cajal han pogut ser revisades gràcies al coneixement adquirit amb els anticossos neuroespecífics i les noves tecnologies aplicades a la microscòpia. Segons els descobriments actuals, les seves troballes foren sorprenentment vàlides.
Aquest enfocament naturalista de Cajal el va portar a plantejar una de les seves idees filosòficament més importants: si bé el poder de la natura existeix, el nombre exacte de neurones i la geometria de cadascuna de les seves sinapsis no depèn només de la biologia; això comporta que de cap forma es pugui parlar de determinisme biològic (avui en diríem genètic).
El 1903 coincidí amb Ivan Pàvlov al Congrés Internacional de Medicina de Madrid. De fet donaren conferències consecutives el mateix dia. A banda d'una carta del fill de Pavlov, Serguei, demanant un article a Cajal, no hi ha cap evidència que indiqui que els dos científics mantingueren relacions entre ells. Cajal i Pavlov creien que el sistema nerviós era modificable i plàstic. En el seu treball, Cajal individualitza les neurones anatòmicament i Pavlov, en les seves lleis, les individualitza funcionalment. Els dos compartien estratègies semblants d'aproximació al coneixement, pensaven que l'organisme s'havia d'estudiar com un tot i cercaven una unitat elemental que fes possible la comprensió objectiva de les activitats psíquiques. Cajal es va concentrar en el nivell cel·lular, en la composició i estructura de les neurones; mentre que Pavlov va centrar-se en el funcionament de les xarxes del sistema nerviós com a tal i en el seu estudi utilitzant l'anàlisi de la conducta.
L'any 1906 fou guardonat, juntament amb l'italià Camillo Golgi, amb el Premi Nobel de Medicina o Fisiologia “pels seus estudis sobre el sistema nerviós”. Quan la seva dona li va donar el telegrama de comunicació del guardó al seu domicili, Cajal va dir: "Això és una broma dels estudiants" i se'n va anar a dormir ben tranquil. Després va llegir la notícia a la premsa, la qual donà una àmplia difusió al lliurament d'aquest premi a Cajal. El seu discurs llegit a Estocolm va tractar sobre Structure et connexions des neurones.
Foren notòries les seves diferències d'opinió amb Golgi. Aquestes diferències, que alguns centren en la forma d'interpretar les terminacions de les sinapsis (anastomosi versus senyal química), semblen arrelades en idiosincràsies personals molt distintes i en la gran capacitat intuïtiva de Cajal. Avui dia, hi ha un grup d'investigadors que pensen que Cajal i Golgi, realment, coincidien en molts fets i divergien en les seves preconcepcions teòriques. La gran majoria de connexions sinàptiques són de naturalesa química, però el descobriment de sinapsis alternatives que no necessiten neurotransmissors i funcionen gràcies a fenòmens de transducció de senyals elèctriques encara fan més actuals les percepcions cajalianes.
Cajal descobrí l'any 1888 el sarcolemma (la membrana que envolta al sarcòmer muscular) dels miocardiòcits, troballa que publicà a La Gaceta Médica Catalana i a la Revista Trimestral de Histología Normal y Patológica en un article titulat Textura de la fibra muscular del corazón. Uns anys més tard, l'italià Alberto Veratti (1872-1967), coneixedor d'aquest treball i dels de l'històleg Romeo Fusari (1867-1919), identificà clarament la morfologia del reticle sarcoplasmàtic o xarxa de Cajal-Fusari.
Al 1911, Cajal va descriure per primera vegada les cèl·lules intersticials del múscul llis del tracte gastrointestinal, responsables de la regulació del peristaltisme i relacionades amb els tumors de l'estroma intestinal. A banda dels seus treballs sobre el sistema nerviós, és del tot sorprenent la seva descripció al Manual de anatomía patológica general y fundamentos de bacteriología (1890, amb 10 edicions posteriors) del fenomen de transició epiteli-mesènquima en els càncers de mama de ratolins i humans. Cajal anomenà ciment intercèl·lular al que ara es coneix com a E-cadherina. També va destacar la importància de les característiques estromals i de l'angiogènesi en el comportament dels tumors. En aquest llibre de 1890, explica amb detall la morfologia i fisiologia dels bacteris, així com les teories de l'època sobre les relacions entre aquests microorganismes i l'hoste, la immunitat i la seroteràpia. Tanmateix, a l'obra es mostra per primera vegada la presència de cèl·lules plasmàtiques en les lesions sifilítiques i de cèl·lules gegants multinucleades als nòduls de la lepra. Cajal va anomenar dites cèl·lules plasmàtiques amb el terme "cianofil·les". Ara bé, d'acord als treballs del dermopatòleg Paul Gerson Unna (1850-1929) avui dia encara es coneixen amb aquell nom de plasmàtiques. Mai va perdre l'interès pel món microbiològic. Un dels seus escrits menys coneguts, publicat a La Crónica Médica de València el desembre de 1885, és Contribución al estudio de las formas involutivas y monstruosas del coma-bacilo de Koch (nom amb què es coneixia llavors el vibrió del còlera). En ell, Cajal fa un estudi molt detallat de les morfologies anormals del bacil.
Modificà la tinció de tionina (clorhidrat de tionina o violeta de Lauth, un colorant metacromàtic blau-porpra), aconseguint amb això distingir els mastòcits i entendre millor el seu paper dintre del teixit conjuntiu peritumoral. Es conserven milers de preparacions histològiques de Cajal, moltes dibuixades per ell emprant una càmera lúcida. La càmera lúcida no és un aparell d'ús fàcil en el món de la microscòpia, tot i que encara es fa servir per comptar neurones en alguns estudis estereològics. Dibuixar imatges microscòpiques amb ella requereix la destresa de captar amb un ull el que es veu per l'ocular i fer servir l'ull contrari per treballar sobre el que queda reflectit en el paper. Cajal era conscient de les limitacions d'aquest instrument òptic i l'utilitzava sobretot per il·lustrar zones grans del cervell o cèl·lules molt llargues. Un exemple dels resultats del mètode és la major part de les il·lustracions publicades a Sur la structure de l'écorce cérébrale de quelques mammifères (1891). En aquest treball, Cajal emprà una càmera Zeiss amb un objectiu tipus C de la mateixa companyia. Als dibuixos, totes les línies es veuen enfocades per igual i la profunditat es mostra gràcies a la diferència entre línies primes i gruixudes, un detall que facilita un bon procés d'impressió. Les línies, discontinues i ondulades, reprodueixen els diferents camps d'enfocament observats als talls histològics. La càmera lúcida ajudava a definir la morfologia i a estimar les mides i les distàncies de/entre les cèl·lules nervioses. L'instrument, segons va afirmar Cajal, també li permetia diferenciar les estructures fonamentals dels elements superflus.
Gràcies a les habilitats pictòriques desenvolupades des de molt jove (finalment reconegudes pel seu pare durant el temps que varen treballar junts fent disseccions a Saragossa) i les lliçons de León Abadías, va configurar un ventall de tècniques idoni per reflectir perfectament les estructures corporals al principi i més tard les del sistema nerviós, que li serviren per divulgar les seves troballes o com a eina d'ensenyança. Per fer els seus dibuixos emprava dos tipus de paper: d'escriptura (obres de petit format, de 21x15 cm a 30 cm) i d'estrassa (obres murals, de més de 100x80 cm). Els dibuixos petits els feia a mà alçada amb llapis, barres de carbonet, plomí o pinzell. Després afegia tinta xinesa negra o -si era necessari- de diferents colors, per aconseguir major semblança amb les preparacions histològiques que il·lustrava. Feia un primer esbós al carbó dels dibuixos grans, afegint de forma consecutiva guixos de colors per donar intensitat a les imatges. Per realçar les formes utilitzava taques fosques, ombrejats i línies de contorn; per donar volum a les imatges afegia línies molt petites i puntejats amb llapis. Amb això, les il·lustracions donaven una sensació de profunditat.
Tot aquest conjunt de tècniques fou l'instrument que emprà Cajal per fer visibles les seves hipòtesis. Sabia captar la latència visual de les estructures que observava per convertir conceptes personals de processos tridimensionals en imatges comprensibles per als altres. Canviava així la seva percepció de l'espai d'una major a una menor dimensionalitat, transformant l'estètica en episteme gràcies a una suma de procediments que induïen la visibilitat. Un notable triomf en el món científic.
Aquesta capacitat d'entendre i explicar processos "invisibles" de gran complexitat emprant aparells òptics i emulsions millorades no fou exclusiva de Cajal. Es interessant apreciar els paral·lelismes entre els mètodes fotogràfics que utilitzà per il·lustrar el funcionament neuronal i els que va desenvolupar anys després el Nobel de Física Cecil Frank Powell per demostrar l'existència dels pions.
Segons escrigué Sherrington: "Cajal acostumava a parlar del que veia al microscopi com si fossin escenes vives i es tractés d'un mon habitat per éssers petits que actuen per motius, necessitats i satisfaccions no gaire diferents a les nostres". El resultat dels cinquanta-cinc anys d'activitat investigadora de Cajal van ser dues-centes vuitanta-set monografies i catorze llibres de caràcter cientític amb una enorme quantitat de dades i observacions histològiques, moltes d'elles encara vàlides.
Cal esmentar que durant tota la seva trajectòria, Cajal va tenir sempre l'ajut i la col·laboració desinteressada del seu germà Pedro, científic i catedràtic per mèrits propis, especialitzat en l'anatomia patològica de neoplàsies ginecològiques. En especial, va treballar conjuntament amb Santiago en nombrosos estudis comparatius de la morfologia estructural del sistema nerviós de rèptils, aus i amfibis que foren de gran utilitat per fonamentar la llei de la polarització dinàmica d'axons i dendrites. Sempre mostrà una modèstia exquisida i sincera.
L'Institut Cajal té al seu fons una col·lecció de 3,700 preparacions microscòpiques, quasi 2,000 dibuixos científics, pintures, fotografies, material d'investigació i altres objectes relacionats amb Cajal. Entre ells la seva màscara mortuòria i diversos dibuixos artístics, alguns de notable qualitat, fets durant els anys d'infantesa a Ayerbe (1860-1864). El 2015 s'inicià una campanya de recollida de signatures per a sol·licitar a la UNESCO que el "Llegat Cajal" es consideri Patrimoni de la Humanitat. Dit llegat ha sofert diverses vicissituds, com problemes de conservació o l'intent de subhasta d'algunes de les seves peces l'any 1999.

## Sistema nerviós
Fins al final del segle xix se sabia ben poca cosa sobre l'estructura i el funcionament del sistema nerviós. Els anomenats reticulistes creien que el teixit nerviós estava format per milers de milions de cèl·lules, unides les unes a les altres formant una embullada xarxa amb una gran quantitat de prolongacions que en dificultaven l'estudi. El 1875, Camillo Golgi va trobar un mètode (tècnica d'impregnació argèntica, anomenada també "reacció negra") mitjançant el qual, a l'atzar, tan sols una porció molt petita de cèl·lules es tenyien completament i al mateix temps. En lloc d'aquell embolic de cèl·lules inservible, la tinció de Golgi va permetre observar amb el microscopi tan sols unes quantes cèl·lules nervioses, que es van poder diferenciar dels teixits que hi havia al seu voltant. Aquesta va ser una tècnica revolucionària, ja que va permetre veure per primera vegada estructures nervioses desconegudes fins al moment. No obstant això, el descobriment en detall de l'estructura del sistema nerviós és deguda a Santiago Ramón y Cajal, que en millorar la tinció (tècnica de doble impregnació) va revelar que aquest sistema estava constituït per cèl·lules separades, ben definides i que es comunicaven entre si a través d'espais buits. D'aquesta manera podia escollir les estructures histològiques que necessitava avaluar i observar detalls que els altres investigadors no podien veure amb el procediment de la reazione nera original. Cajal tenia molt clar que les cèl·lules nervioses eren unitats anatòmiques i funcionals, i que la seva relació no era per contacte directe o per continuïtat.
L'investigador va decidir enfrontar-se, amb la seva teoria antireticulista, a bona part dels grans científics de l'època, i va trobar en Golgi el més ferm detractor seu. Deixant a banda les interpretacions neurohistològiques divergents, la metodologia de Cajal fou avançada, senzilla i diferent a la de Golgi. Estudiant d'antuvi acuradament el SNC d'animals immadurs (insectes, amfibis, petits rosegadors i aus) format per un petit nombre d'estructures fortament mielinitzades, veié les connexions neuronals de forma més clara i esquemàtica, evitant així l'acumulació cel·lular i axonal pròpia del teixit nerviós dels exemplars adults vistos amb la tinció argèntica. Cajal desitjava conèixer les propietats estructurals del cervell humà indagant en estats simplificats del mateix. En aquest sentit, l'ús de l'anomenat mètode ontogènic o embriològic (emprar embrions i animals inferiors com a material de recerca amb l'objectiu de desentranyar més fàcilment la complexitat del sistema nerviós) fou una de les claus del seu èxit. Entre les estructures d'invertebrats que Cajal va estudiar en el decurs de la seva trajectòria es poden destacar les neurofibril·les dels anèl·lids (1904), les fibres musculars dels gríl·lids i dels celífers (1887), la retina i el nervi òptic dels cefalòpodes (1917) i la retina, els ulls compostos, els ocels i els centres nerviosos de diversos artròpodes (1910 i 1915 -Cajal i Sánchez-).
Els treballs de Ramón y Cajal sobre el sistema nerviós van ser reconeguts amb la concessió, el 1906, del Premi Nobel de Medicina o Fisiologia, guardó que va compartir, Ex aequo, amb Golgi. Va ser la primera vegada que l'Institut Karolinska atorgà un premi compartit i Cajal va dir més tard: la otra mitad fue muy justamente adjudicada al ilustre profesor de Pavia, Camillo Golgi. Golgi fou proposat per 4 professors de l'Institut i Cajal per 5. Van ser mot importants els informes favorables a Cajal del suec Emil Holmgren, professor i cap d'histologia a l'Institut Karolinska (amb el suport de l'opinió de Bror Gadelius, professor de psiquiatria al mateix Institut) i de Georg Theodor Ziehen, professor de psiquiatria i neurologia a La Charité-Universitätsmedizin de Berlin. Retzius donà el seu parer als acadèmics però no formà part del comitè de decisió, ja que havia renunciat a la seva càtedra d'anatomia al Karolinska anys abans. Els altres candidats foren Loeb, Overton, Bier, Finlay, Carter, Laveran i Ehrlich. El discurs protocol·lari de Golgi del 10 de desembre de 1906 fou sobre La doctrina de la neurona: teoria i fets, centrat en una crítica sistemàtica i agre dels plantejaments de Cajal i, de pas, també dels de Kölliker, Retzius i Waldeyer; reiterant la seva idea d'una rete nervosa diffusa al sistema nerviós formada per una xarxa de filaments units uns als altres. Una exposició ancorada en 1886 i sense referències histològiques actualitzades. Cajal, l'endemà, parlà en el seu discurs sobre els seus descobriments i els dels altres científics que contribuïren a consolidar-los, enumerant les troballes aconseguides i les deduccions lògiques d'elles de forma estricta i estusiasta. En cap moment va atacar el discurs de Golgi. Va resumir de forma estructurada i gran claredat expositiva el més destacat del seu treball, el fet demostrable de l'existència al cervell de bilions de cèl·lules separades, amb l'ajut de 8 grans dibuixos que ell mateix preparà per l'ocasió. Dies més tard, donà a la Facultat de Medicina d'Estocolm una conferència sobre la regeneració nerviosa utilitzant aquesta vegada preparacions microscòpiques seleccionades.
Golgi va persistir en la seva teoria i sempre es va negar a donar suport als resultats de les investigacions de Ramón y Cajal. Després de rebre el Premi Nobel, es dedicà més a activitats polítiques que científiques. Abandonades les investigacions sobre el sistema nerviós va treballar principalment en temes de salut pública.
Set mesos després de rebre el Nobel, Cajal escrigué diversos articles responent -amb fermesa i correcció- les crítiques sobre la teoria neuronal del seu amic i Rector de la Universitat de Granada Eduardo García Solá (1845-1922). També va refusar, donant tota mena de detalls sobre les inconsistències que tenia sobre la funció de les neurofibril·les, la teoria reticularista modificada exposada amb força acritud per l'històleg István Apáthy i el psicòleg alemany Albrecht Bethe, cap el 1908.
Un dels primers científics en acceptar les tesis de Cajal fou el neuropsiquiatra italià Eugenio Tanzi. Tanzi i ell coincidiren en la hipòtesi que l'exercici mental augmentava la capacitat funcional de les neurones i el nombre de connexions interneurals, un fet provat dècades més tard. Anys després, a 1912 i 1913, Cajal va descobrir noves tincions histológiques pel teixit nerviós, encara d'utilitat (com la del sublimat d'or pels gliofilaments). Les seves observacions sobre l'estructura i significat funcional de la neuroglia s'han confirmat molts anys després. Cajal va intuir la relació dels astròcits amb el son i predí el paper fonamental de la glia en la regulació funcional d'aquest, molt abans del descobriment de les eines moleculars i sistemes d'imatge que avui dia permeten avaluar i manipular els complexos processos astrocitàris. També, seguint la seva línia de cercar els mecanismes histofisiològics dels processos psíquics, es va interessar pels somnis. L'any 1908 publicà un article Las teorías sobre el ensueño, un estudi que no va tenir continuació. En una carta al Dr. Marañon va escriure: estimo como mentiras colectivas el psicoanálisis y la teoría de los ensueños de Freud. Els plantejaments metodològics de Cajal i de Freud eren radicalment diferents, en especial des de 1900 amb el desenvolupament de la teoria de l'inconscient, i el primer considerava la psicoanàlisi un procediment mig místic, mig metafísic. Cal esmentar que Cajal mai va manifestar públicament el seu desacord amb les idees freudianes. Els seus comentaris foren fets sempre de forma privada. Els dos científics tenien moltes amistats comunes, ja que Freud inicià la seva carrera a la Universitat de Viena com neuroanatomista i neuropatòleg. Cajal va documentar els seus propis somnis en un recull d'escrits que no considerà publicable. Alguns somnis tractaven sobre activitats del dia anterior, altres eren records i una part no es podia relacionar amb res en concret. Un amic, José Germain Cebrián (1897-1986), metge i psicòleg, va mecanografiar aquesta recopilació onírica en forma de llibre i el conservà molts anys. Poc abans de morir, Germain donà l'obra al psiquiatra José Rallo Romero (1926-2015). L'any 2014 fou publicat el llibre Los sueños de Santiago Ramón y Cajal, amb 103 somnis de Cajal d'entre 1918 i 1934 i els seus comentaris sobre ells. L'obra ha estat recentment traduïda a l'anglès.
Als seus treballs sobre la degeneració i regeneració del sistema nerviós de 1913-1914, compilats a l'obra Estudios sobre la degeneración y regeneración del sistema nervioso, Cajal considera ja als factors tròfics com ferments o agents catalítics pels que les neurones tenen receptors i que estimulen el creixement i la ramificació del protoplasma nerviós. A dita obra descrigué un fet essencial: que la regeneració axonal no es produïa de manera natural en el SNC, a diferència del que passava en el SNP, relacionant les cèl·lules de Schwann -presents al SNP i no al SNC- amb aquesta disparitat. Aquestes observacions el portaren a comprovar experimentalment que els trasplantaments de cèl·lules de Schwann, en cervells lesionats, promovien la regeneració axonal. Amb tot això havia elaborat, partint de la idea de la quimiotaxi positiva i negativa de 1892, un concepte totalment nou: el del que avui coneixem com neurotrofines (una família de proteïnes que favoreixen la supervivència de las neurones; composta pel NGF (abans esmentat), el factor neurotròfic derivat del cervell (BDNF, de l'anglès brain-derived neurotrophic factor), la neurotrofina-3 (NT-3) o la neurotrofina-4 (NT-4), que pertanyen a una classe de factors de creixement.
Un dels punts menys coneguts de les seves investigacions és el descobriment de les cèl·lules de Cajal-Retzius (Gustaf Retzius, 1842-1919, metge i històleg suec que les va descriure conjuntament amb ell). Aquest tipus especial de neurones té un paper fonamental en la formació del còrtex cerebral del fetus, ja que s'encarreguen d'organitzar l'arribada, mida i estratificació de totes les neurones piramidals (d'origen ependimal) de la substància gris del neocòrtex. Cajal va identificar-les a la superfície cortical externa i veié que les seves prolongacions dendrítiques s'estenien cap a la piamàter (1891). Dos anys després, Retzius comprovà l'existència d'aquestes neurones en espècies animals. Gràcies a les seves capacitats d'observació i deducció científica va predir molts trets del comportament organitzatiu de dites cèl·lules, encara objecte d'estudi avui en dia. Malgrat les limitacions d'augment i resolució pròpies del microscopi òptic, Cajal va descobrir estructures molt subtils (d'uns 0,5 nanòmetres de diàmetre) en el nucli de les cèl·lules nervioses, les quals va anomenar l'any 1903 "cossos accessoris" (ara coneguts com a cossos de Cajal). Aquests orgànuls propers al nuclèol i funcionalment relacionats amb dita estructura, posseeixen importants propietats dinàmiques, són els responsables de la transcripció nuclear de les neurones i estan implicats en l'origen de greus patologies neurodegeneratives (com, per exemple, l'esclerosi lateral amiotròfica i l'atròfia muscular espinal) Avui dia, els estudis sobre ells es fan amb tècniques de biologia molecular i microscopia electrònica, impensables fa un segle.
No totes les hipòtesis de Cajal foren exactes. Per exemple, anomenà 'tercer element' a la micròglia i va interpretar-la inicialment com un conjunt de corpuscles sense significat funcional. Els treballs del seu deixeble del Rio Hortega posaren de manifest l'estructura, origen mesodèrmic i accions fagocitàries de la micròglia i identificaren els oligodendròcits com una part de la macròglia, un fet que Cajal acceptà parcialment potser per les diferències en els mètodes de tinció que utilitzaren els dos científics, ja que els procediments emprats per ell no impregnaven prou bé els elements de l'oligodendròglia. Les relacions de Cajal amb del Rio Hortega no sempre foren plàcides, malgrat existir un fort respecte entre ells. El neurocirurgià Wilder Penfield (1891-1976), quan va fer una estada docent a la Residencia de Estudiantes de Madrid (1924) fou testimoni de les divergències personals que varen sorgir de les seves respectives contribucions a la neurohistologia. Amb els coneixements actuals de les microzones corticals del cerebel, les conclusions cajalianes sobre els circuits cerebel·losos poden semblar simplistes, però el fet que depenen fonamentalment de la connexió entre dues cèl·lules independents -com observà Cajal- continua inalterable.
Des de 1896 a 1934 va dirigir la publicació de la Revista Trimestral Microgràfica. Durant aquests 39 anys es publicaren 395 articles signats per 75 autors diferents. En un intent d'arribar millor a la comunitat científica estrangera, la revista canvià d'idioma diverses vegades: 1896-1906, castellà; 1907-1908, francès; 1909-1923, castellà una altra vegada; i fins 1934, l'edició fou definitivament en llengua francesa. Els temes d'investigació de la revista se centraren especialment en el camp histològic (67,08 %). A aquesta xifra cal afegir que la major part dels articles relatius a tècniques instrumentals corresponien a procediments histològics. A més, del 15,6% dedicat a la patologia, un 11,6 % tenia a veure amb investigacions histopatològiques. Per tant, gairebé un 80 % dels treballs eren de temàtica histològica. D'aquest conjunt d'articles, un 63,68 % tractaven sobre histologia del sistema nerviós. Els principals arguments exposats a la publicació i les conclusions més destacades sobre ells, tenien relació amb la estructura, la funció o la filogènia del SN central i perifèric.
Un dels seus darrers treballs neuropatològics fou un estudi histològic del cerebel d'un malalt esquizofrènic de 65 anys (l'esquizofrènia era una malaltia anomenada en aquell temps "demència precoç", segons els criteris de Emil Kraepelin), publicat l'any 1926 -en francès- a la revista Travaux du Laboratoire de Recherches Biologiques de l'Université de Madrid. Cajal va descriure diverses anomalies estructurals en dit cerebel, però -prudentment- no donà a les alteracions transcendència etiològica. Actualment, les tècniques de neuroimatge mostren un volum cerebel·lós disminuït en persones afectes d'esquizofrènia d'inici precoç.
Alguns dels seus biògrafs diferencien tres etapes en l'obra neurohistològica de Cajal, caracteritzades cadascuna d'elles per la tècnica de tinció emprada principalment: la primera, des del 1888 fins a l'any 1903, basada en la seva personal modificació del mètode de Golgi; la segona, de 1903 a 1913, en la qual Cajal utilitza el seu mètode del nitrat de plata reduït; i la tercera, des del 1913 fins a la seva mort l'any 1934, amb l'aplicació dels mètodes del sublimat d'or i del formol-urani.
A la seva trajectòria científica es pot apreciar un leitmotiv en particular, l'intent de trobar enllaços entre les sensacions, el pensament i la voluntat, i l'estudi del sistema nerviós. Per això, es pot dir que fou el primer en intuir les diverses funcions epistemològiques del cervell, objectivades avui dia per les modernes tècniques d'imatge mèdica. En aquesta línia, a la seva al·locució Pensamientos de tendencia educativa (1931) i al capítol VIII de Charlas de café sorprèn trobar -amb dècades d'antelació- diversos conceptes semblants als de la teoria de les intel·ligències múltiples de Gardner. Charlas de café es va publicar per primera vegada l'any 1920 amb el títol de Chácharas de café. Reeditat diverses vegades en vida de Cajal, tingué un èxit notable tot i que ell mateix considerava que el llibre era una col·lecció de pensaments i divagacions que no pretenien establir cap doctrina.
L'any 1933 publicà la seva darrera obra científica: ¿Neuronismo o reticularismo?. Las pruebas objetivas de la unidad anatómica de las células nerviosas, a la revista Archivos de Neurobiología. En aquest article va fer un recull dels principis de la independència neural, vistos des de la perspectiva de cinc dècades de treball neurohistològic i agrupats en sis punts fonamentals. Fou editat pòstumament dos anys després en alemany com a part del llibre Handbuch der Neurologie de Bumke i Foerster i reeditat pel CSIC el 1952.
Ernesto Lugaro (1870-1940), deixeble de Tanzi i destacat membre de l'escola neuropsiquiàtrica italiana, escrigué l'any 1935: "En el camp de la morfologia nerviosa es pot afirmar que Cajal, per si mateix, ha produït més que tots els altres neuròlegs junts".
L'obra de Cajal va més enllà d'un gran conjunt de descobriments histològics i neuroanatòmics. Arrelada en les idees de Darwin, T.H Huxley i James, desenvolupa el concepte encara vigent de plasticitat del sistema nerviós, entenent-lo com un ens evolutiu capaç de canviar com adaptació i resposta a les relacions de l'organisme i el medi. Va defensar per primera vegada aquesta idea de plasticitat cerebral al seu discurs a la Royal Society (1894); si bé havia plantejat abans (1892) la hipòtesi de la gimnàstica cerebral, apuntant en ella l'existència d'un mecanisme cerebral capaç de multiplicar les seves connexions i de millorar funcionalment. Cajal va establir dita hipòtesi fonamentant-se en la seva observació de l'increment de la complexitat de les prolongacions de les cèl·lules piramidals de l'escorça cerebral, (les quals han estat reproduïdes en 3D molts anys després a partir de preparacions fetes pel mateix Cajal). Cajal va percebe que durant l'embriogènesi, depenent del tipus i quantitat d'estímuls químics, els axons creixien primer, seguits de les dendrites i, eventualment, de les ramificacions dels axons i de les dendrites. Intuí que senyals més potents podrían ser responsables de las migracions de los cossos neuronals com és el cas de los grànuls del cerebel o, també, el d'algunes neurones corticals. A més de les transformacions necessàries per l'embriogènesi, postulà l'existència de processos regeneradors semblants, però menys ràpids, que servirien pel manteniment de les estructures ja formades i el seu ajust morfològic a mesura que noves funcions cerebrals es desenvolupessin. Estableix així la base de la moderna neurociència funcional. Aquesta idea, que complementa el racionalisme de Kant, i l'empirisme de Locke, ha estat desenvolupada per neurocientífics actuals com Eric Richard Kandel (Premi Nobel de Medicina, 2000), Jean-Pierre Changeux, Gerald Edelman (Premi Nobel de Medicina, 1972) o el psicòleg Marcel Just. Kandel, investigador de les bases fisiològiques de l'emmagatzemament de la memòria a les neurones i molt conegut pel seus treballs sobre l'aprenentatge del llimac marí Aplysia californica i els canvis moleculars que aquest procés provoca a nivell de les sinapsis, va iniciar la seva recerca a partir del concepte cajalià de plasticitat cerebral esmentat abans. El mateix Kandel destaca la importància de l'obra cajaliana en el seu llibre In Search of Memory (2006). Els estudis de Cajal i de Lorente de Nó varen ser uns pilars fonamentals pel desenvolupament de la teoria de Donald Hebb sobre l'assemblea cèl·lular, base de la moderna psicobiologia. En particular, els plantejaments de Cajal sobre les bases fisiològiques de la memòria són conceptualment concordants amb el model de procés d'aprenentatge de Hebb, construït a partir del fenomen que aquest anomenà 'circuit reverberatori'.
Santiago Ramón y Cajal és considerat per molts experts com el pare de la neurociència i una figura capdavantera en l'estudi del que avui dia rep el nom més específic de ciència neural. A banda, però, del conjunt d'avenços mèdics i en el camp de la investigació psiconeurològica impulsat per tota la seva obra, el pensament de Cajal també ha influït en el connexionisme i el desenvolupament de models d'intel·ligència artificial, en les investigacions sobre la comunicació no verbal, en les ciències de la cognició i en membres de l'escola austríaca d'economia, com Friedrich Hayek, qui considera les xarxes d'interconnexió neuronal com l'equivalent biològic dels processos de creació de conceptes sobre el món. Hi ha especialistes que troben en els treballs cajalians les arrels de la teoria de la universalitat cognitiva i de l'evolució lògica del pensament. El projecte interdisciplinar Cajal Blue Brain es va aprovar l'any 2009, amb l'objectiu d'efectuar estudis avençats sobre l'estructura i el funcionament del cervell per mitjà de la reconstrucció d'un neocòrtex humà des del seu nivell operatiu més bàsic, la colummna cortical.

## Reconeixements pòstums

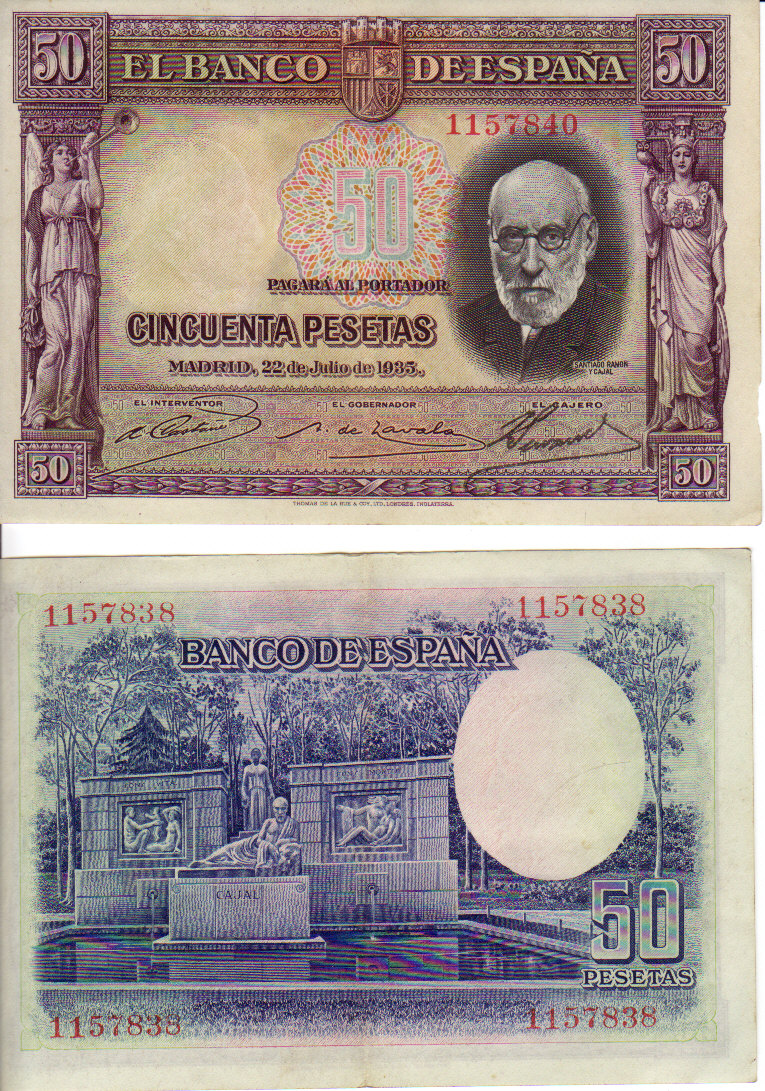
Bitllet de 50 pessetes amb la imatge de Ramón y Cajal

El 14 de novembre de 1934 es va posar en circulació un segell de correus de 30 cèntims de pesseta amb el seu retrat i un microscopi, dibuixat per José López Sánchez-Toda. L'agost de l'any 1952 fou editat un altre segell, de 2 pessetes, només amb la seva cara. El 2003, conjuntament amb Suècia, li va ser dedicat un segell de 0,51 cèntims d'euro. Cuba, Bhutan, Guinea Bissau, Guinea Equatorial o Transkei han emès segells en record seu. El més peculiar, sense cap dubte, és un segell d'Angola (2001) de 10,5 kwanzes amb l'efígie de Cajal i el nom "Camillo Golgi".
El Govern de la II República va emetre un bitllet de 50 pessetes, l'any 1935, amb la seva efígie.
L'octubre de 1942 un grup de metges exiliats va crear a Mèxic, l'Ateneo Ramón y Cajal. Sección Hispano Mexicana de Ciencias Médicas.
El General Franco, malgrat el tarannà lliberal de Cajal, li atorgà de forma pòstuma l'any 1952 (amb ocasió del centenari del seu naixement), el títol de marqués de Ramón y Cajal. El títol fou heretat per María Ramón y Cajal Conejero.
En honor seu s'anomenà el cràter Cajal sobre la superfície de la Lluna –al Mare Tranquillitatis– (1973) i, posteriorment, l'asteroide (117413) Ramonycajal descobert el 8 de gener de 2005 per Juan Lacruz.
L'Hospital Universitario Ramón y Cajal fou inaugurat l'any 1977, a Madrid.
A 1982, TVE va emetre una sèrie de producció pròpia sobre la vida de Ramón y Cajal (9 episodis i un documental introductori), protagonitzada per Adolfo Marsillach, un actor de gran semblança física amb el personatge (veure enllaç extern) i amb un guió basat en el llibre escrit per Santiago Lorén Esteban. Marsillach fou també el protagonista -molts anys abans-, amb Isabel de Pomés com la seva dona Silveria, d'una pel·lícula: Salto a la gloria (1959), dirigida per León Klimovsky.
L'abril de 1998, la missió de la NASA Neurolab STS-90 efectuada pel transbordador espacial Columbia, portà a bord preparacions de Cajal i vuit dels seus dibuixos amb finalitats educatives i com a homenatge al treball de l'investigador.
El 1999 es va inaugurar el Centre d'Interpretació "Ramón y Cajal" a Ayerbe, ubicat a la casa on visqué Cajal entre els 14 i els 17 anys.
"Any Santiago Ramón y Cajal", organitzat pel COMB (2000).
La nomenclatura de les característiques de las interneurones GABAèrgiques del còrtex cerebral porta el nom del poble de naixement de Cajal.
A 2010, Eduard Punset va presentar a TVE2 un documental titulat: Redes y neuronas, homenaje a Ramón y Cajal (veure enllaç extern). El mateix any, el CSIC publicà el llibre: Paisajes neuronales: homenaje a Santiago Ramón y Cajal (ISBN 978-84-00-08533-9)
Al desembre de l'any 2011 es va crear la Cátedra Santiago Ramón y Cajal a la Universitat de Ciències Mèdiques de l'Habana.
Al desembre de 2012 la UB va fer una jornada i una exposició per commemorar el 125è aniversari del nomenament de Ramón y Cajal com a catedràtic de la Facultat de Medicina.
Al novembre de 2014 els NIH van organitzar una exposició sobre les contribucions de Cajal a la neurociència: Cajal comes to America, al seu centre d'investigació neurològica "Porter Neuroscience Research Center" de Bethesda. El mateix Porter Center exposà l'any 2017 una sèrie d'obres d'art creatiu basada en els dibuixos neurohistològics i l'entorn científic i familiar de Cajal.
Entre el 2014 i el 2015, la RANM va mostrar molts objectes de Cajal a l'exposició “Cajal: Hombre y Ciencia”, presentats al Museu de Medicina Infanta Margarita. L'octubre de 2015, la mateixa institució organitzà al seu edifici l'exposició “Cajal y Madrid” dins dels actes de la II Semana Cajal.
Entre el 2017 i el 2018 una exposició itinerant singular, The Beautiful Brain: The Drawings of Santiago Ramón y Cajal, organitzada pel Museu d'Art Frederick R. Weisman de la Universitat de Minnesota i l'Institut Cajal-CSIC, presentà uns 80 dibuixos de Cajal comparats amb imatges actuals del cervell a diferents centres científics i museus dels EUA i Canadà. Coincidint amb l'inici d'aquesta exposició, fou publicat un llibre homònim per l'editorial nord-americana Abrams & Chronicle Books, especialitzada en obres il·lustrades, en el que s'estudien dits dibuixos de diferents perspectives (ISBN 1-4197-2227-1).
La companyia aèria Norwegian va posar a principis de 2017 la imatge de Ramón y Cajal en un dels seus Boeing 737-800.
Al juliol de 2017 el CSIC, el Govern d'Aragó i l'Ajuntament d'Osca varen signar un conveni per crear un espai expositiu permanent en aquesta ciutat sobre la figura de Cajal.
El juny de 2019 el CSIC i el Col·legi de Metges de Madrid establiren un protocol de col·laboració per construir un nou Museu-Càtedra, amb el propòsit de divulgar conjuntament el treball científic de Santiago Ramón y Cajal i de la seva escola.
Per celebrar el centenari del decret fundacional de L'Institut Cajal a Madrid, un grup multinacional de més de setanta-cinc neurocientífics voluntaris va crear The Cajal Embroidery Project, amb el propòsit de col·laborar en l'elaboració de vuitanta-un panells intricats i d'exquisida factura cosits a mà d'imatges histològiques de Cajal, els quals van ser posteriorment comissariats i expossats en la Universitat d'Edinburgh durant el Forum de la Federació Europea de Societats Neurocientífiques de l'any 2020.
Amb motiu de la declaració de l'any 2022 com Año de Investigación Santiago Ramón y Cajal, la Fábrica Nacional de Moneda y Timbre va encunyar una moneda commemorativa amb la cara del neurocientífic en el revers i un valor facial de deu euros.
Altres exposicions museístiques: Santiago Ramón y Cajal: la historia de un polímata (2022, 15-19 de novembre. Sevilla) i El Legado Histórico de Santiago Ramón y Cajal (2023, juliol. Madrid).
Les novel·les, biografies, relats, contes, còmics i altres obres de ficció i no-ficció on s'esmenta o apareix la figura de Cajal són moltíssimes. Com a exemples característics es poden citar: Valle-Inclán y el insólito caso del hombre con rayos X en los ojos, l'espectacle de titelles Cajal, el rey de los nervios, Ramón y Cajal, una vida al microscopio, Lección de Ciencia, Santiago Ramón y Cajal: 100 años después, Ramón y Cajal: El científico que descubrió las neuronas de nuestro cerebro, The Brain in Search of Itself: Santiago Ramón y Cajal and the Story of the Neuron, Cajal and Consciousness: Scientific Approaches to Consciousness on the Centennial of Ramón Y Cajal's Textura, Neurocomic, Cajal: Un grito por la ciencia, o Ramón y Cajal (El ocaso del genio).
Existeixen unes beques de recerca en el seu honor que permeten estades d'investigació de cinc anys de durada a universitats espanyoles.